# Văn hóa Hoa Kỳ
Văn hóa của Hoa Kỳ chủ yếu có nguồn gốc và hình thành từ văn hóa phương Tây (văn hóa châu Âu), nhưng lại bị ảnh hưởng bởi một nền đa văn hóa hơn bao gồm người châu Phi, người Mỹ bản địa, người châu Á, người Polynesia và người Mỹ Latinh. Văn hóa Hoa Kỳ có những đặc điểm xã hội riêng biệt như phương ngữ, âm nhạc, nghệ thuật, thói quen, ẩm thực và văn hóa dân gian. Hoa Kỳ là một quốc gia đa dạng về chủng tộc do hậu quả của sự di cư quy mô lớn sang nhiều quốc gia trong suốt thời gian lịch sử. Nhiều yếu tố trong văn hóa Mỹ, đặc biệt là từ văn hóa đại chúng, văn hóa phản kháng đã lan rộng trên toàn cầu thông qua các phương tiện truyền thông đại chúng.

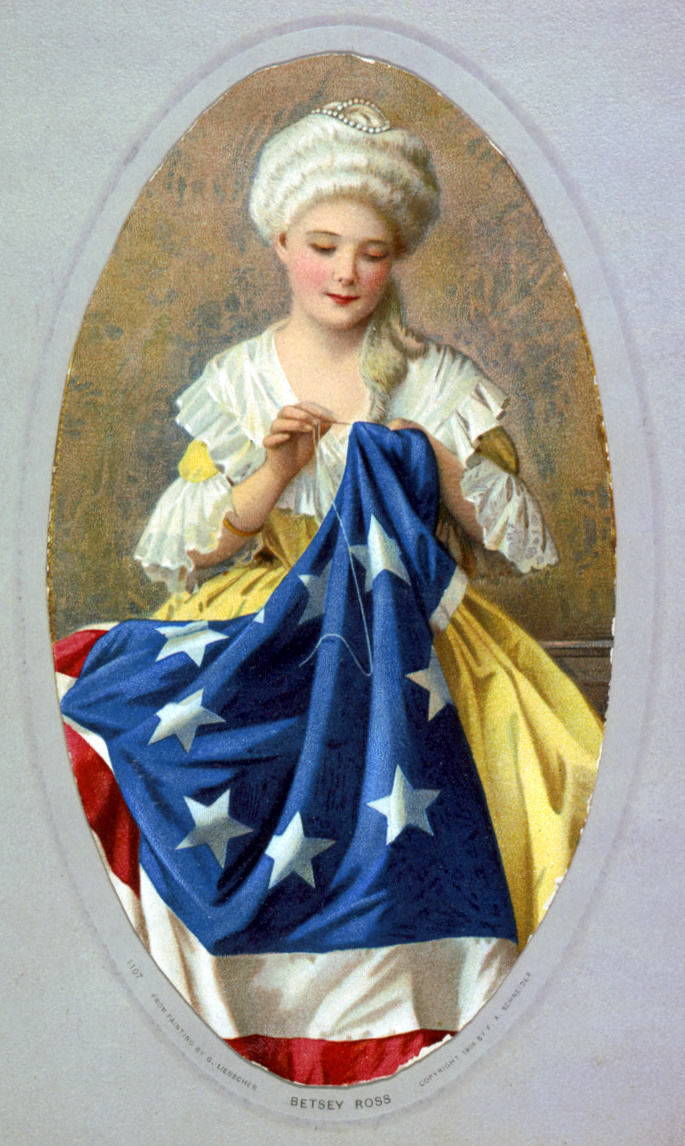
Betsy Ross được ghi công với việc làm lá cờ Mỹ đầu tiên

## Ngôn ngữ
Mặc dù Hoa Kỳ không có ngôn ngữ chính thức ở cấp liên bang, 28 tiểu bang đã thông qua luật và biến tiếng Anh thành ngôn ngữ chính thức của mình, nó được coi là ngôn ngữ quốc gia. Theo điều tra dân số Hoa Kỳ năm 2000, hơn 97% người Mỹ có thể nói tiếng Anh tốt và đối với 81% là ngôn ngữ được nói ở nhà. Bên cạnh tiếng Anh thì còn có 300 ngôn ngữ của người bản ngữ ở Hoa Kỳ. Khoảng 150 ngôn ngữ được nói bởi người bản địa và những ngôn ngữ khác được nói bởi người nhập cư.

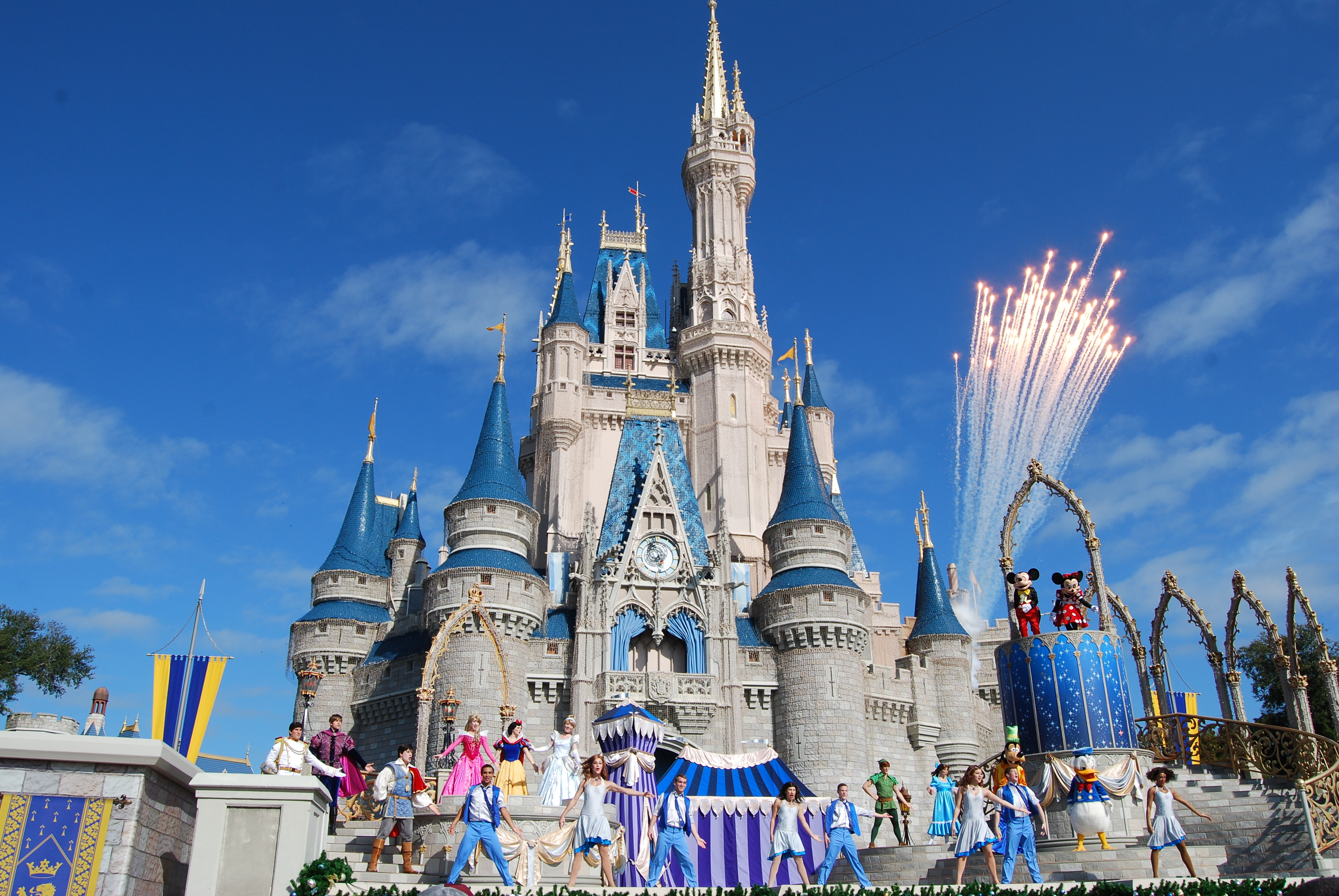
Lâu đài Cô bé Lọ Lem (Cinderella Castle) cùng một số nhân vật Disney tại công viên giải trí của Công ty Walt Disney ở Quận Cam, Florida, Mỹ.

Tây Ban Nha có vị thế quan trọng trong cộng đồng Puerto Rico và bang New Mexico. Tiếng Tây Ban Nha là ngôn ngữ chính được nói ở Puerto Rico và các khu vực khác. Theo điều tra dân số năm 2000, có gần 30 triệu người bản ngữ nói tiếng Tây Ban Nha ở Hoa Kỳ. Người nói song ngữ có thể nói cả tiếng Anh và tiếng Tây Ban Nha, một số người gọi hiện tượng này là "Spanglish" (Spanish & English).
Các ngôn ngữ bản địa của Hoa Kỳ bao gồm các ngôn ngữ của người Mỹ bản địa, được nói trên nhiều nơi như các khu dành riêng cho người bản địa Mỹ và ở bang Hawaii; Chamorro, là ngôn ngữ chính thức trong cộng đồng chung của đảo Guam và Quần đảo Bắc Mariana; Caroline, là ngôn ngữ chính thức trong cộng đồng chung của Quần đảo Bắc Mariana; và Samoa, là ngôn ngữ chính thức trong cộng đồng Samoa thuộc Mỹ. Ngôn ngữ ký hiệu Mỹ được dùng làm phương tiện giao tiếp cho người khiếm thính cũng bắt nguồn từ đây.
Phương ngữ chủ yếu của Hoa Kỳ là tiếng Anh Mỹ, nó bao gồm các phương ngữ của nhiều khu vực nhưng có đặc điểm riêng để phân biệt với các loại tiếng Anh ở quốc gia khác, như ở Úc có tiếng Anh Úc hay ở New Zealand có tiếng Anh New Zealand. Gồm bốn khu vực có phương ngữ lớn ở Hoa Kỳ, miền Bắc, miền Trung, miền Nam và miền Tây cùng một số khu vực phương ngữ nhỏ như thành phố New York, Philadelphia và Boston.

### Thống kê ngôn ngữ tại Hoa Kỳ
- Tiếng Anh (82,1%)
- Tiếng Tây Ban Nha (10,7%)
- Các ngữ hệ Ấn-Âu khác (3,8%)
- Các ngôn ngữ Châu Á hoặc nhóm ngôn ngữ Polynesia khác (2,7%)
- Các ngôn ngữ khác (0,7%)

## Văn học
Trong thế kỷ 18 và đầu thế kỷ 19, nghệ thuật và văn học Mỹ hầu hết xuất phát từ châu Âu. Trong lịch sử, Mỹ bấy giờ là một loạt các thuộc địa của Anh quốc trên bờ duyên hải phía đông của Mỹ ngày nay. Do đó, truyền thống văn học của Mỹ có mối liên hệ với văn học Anh. Các đặc điểm và bề rộng sáng tác đã biến văn học Mỹ hình thành cho mình một truyền thống riêng biệt. Văn Mỹ có phần súc tích, trong sáng, ngắn gọn, đặc biệt nằm ở những bài thơ, tới cuối thế kỷ 20 và đầu thế kỷ 21, giọng đọc Mỹ bắt đầu dễ tiếp nhận và phù hợp, thanh thoát hơn. Bắc California là nơi xuất phát thể loại viết về truyền thống gia đình và đời sống bình dân.
Các nhà văn nổi tiếng trong thời kỳ văn học đầu của Mỹ là James Fenimore Cooper và Washington Irving vào đầu thế kỷ 19, Irving đã có những tư tưởng vĩ đại và Cooper giúp kể những truyền thuyết, lịch sử châu Âu hình thành tại Mỹ. Mark Twain là nhà văn tài ba trong lịch sử nước Mỹ. Jonathan Edwards đã làm hồi sinh phong trào đời sống tôn giáo trong đầu thế kỷ 18 nhờ Đại Tỉnh thức. Stephen King là một tiểu thuyết gia chuyên viết kinh dị và giả tưởng, ông là người có tổng số cuốn sách bán đi hơn 350 triệu bản toàn thế giới tính tới 2006, đã ảnh hưởng tới 4 người sau này. Walt Whitman và Emily Dickinson trong suốt cuộc đời là hai nhà thơ thi ca vĩ đại nhất trong thơ trữ tình của Mỹ trong thế kỷ 19. Henry David Thoreau đã thiết lập nên tiếng nói cho văn học Mỹ vào giữa thế kỷ 19. Có 13 công dân Hoa Kỳ giành giải thưởng Nobel về văn học trong thế kỷ 20 gồm: Rudyard Kipling (1907),
Sinclair Lewis (1930), Eugene O'Neill (1936), Pearl S. Buck (1938), William Faulkner (1949),
Ernest Hemingway (1954), John Steinbeck (1962), Saul Bellow (1976), Isaac Bashevis Singer (1978), Elias Canetti (1981), William Golding (1983), Joseph Brodsky (1987), Toni Morrison (1993).

## Nghệ thuật
Vào cuối thế kỷ 18 và đầu thế kỷ 19, các nghệ sĩ Mỹ chủ yếu vẽ phong cảnh và chân dung theo phong cách hiện thực, sau đó mới bắt đầu nghệ thuật thị giác. Thế kỷ thứ 18 là thời kỳ nước Mỹ chỉ là một quốc gia trẻ và còn sơ khai với lĩnh vực nghệ thuật, các nghệ sĩ Mỹ đã được đào tạo thành thợ thủ công bằng cách học nghề và sau đó tìm kiếm vận may để trở thành chuyên gia. Những phát triển sau này của thế kỷ 19 đã đưa nước Mỹ trở thành một trong những phong trào nghệ thuật sớm nhất, như Trường phái Sông Hudson theo phong cách Châu Âu.
Các bảo tàng ở Chicago, New York, Boston, Philadelphia và Washington DC bắt đầu có doanh nghiệp bùng nổ trong việc mua lại, cạnh tranh với các tác phẩm đa dạng như tác phẩm của các trường phái ấn tượng đến từ Ai Cập cổ đại, tất cả đều chiếm được trí tưởng tượng của công chúng và ảnh hưởng hơn nữa đến thời trang và kiến trúc. Những phát triển trong nghệ thuật hiện đại ở châu Âu đã đến Mỹ từ các triển lãm ở thành phố New York như Armory Show năm 1913. Sau Thế chiến II, New York nổi lên như một trung tâm của thế giới về nghệ thuật. Vẽ tranh ở Hoa Kỳ ngày nay bao gồm một loạt các phong cách như nghệ thuật trừu tượng. Hội họa Mỹ bao gồm các tác phẩm tài ba của Jackson Pollock, John Singer Sargent, Georgia O'Keeffe, Norman Rockwell và nhiều tác phẩm khác.

### Kiến trúc

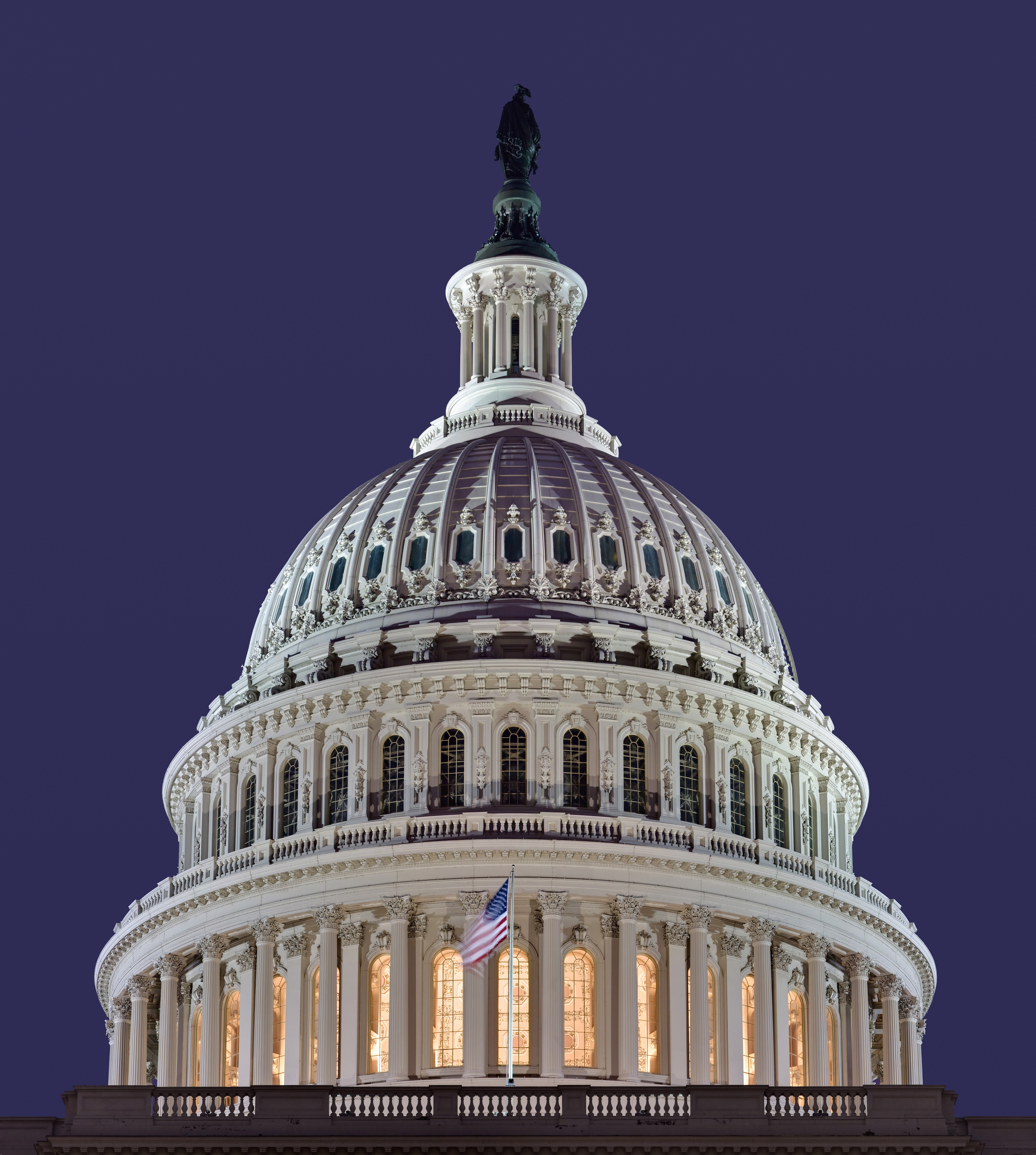
Ngôi nhà mang tính biểu tượng Điện Capitol, là trụ sở của Quốc hội Hoa Kỳ.

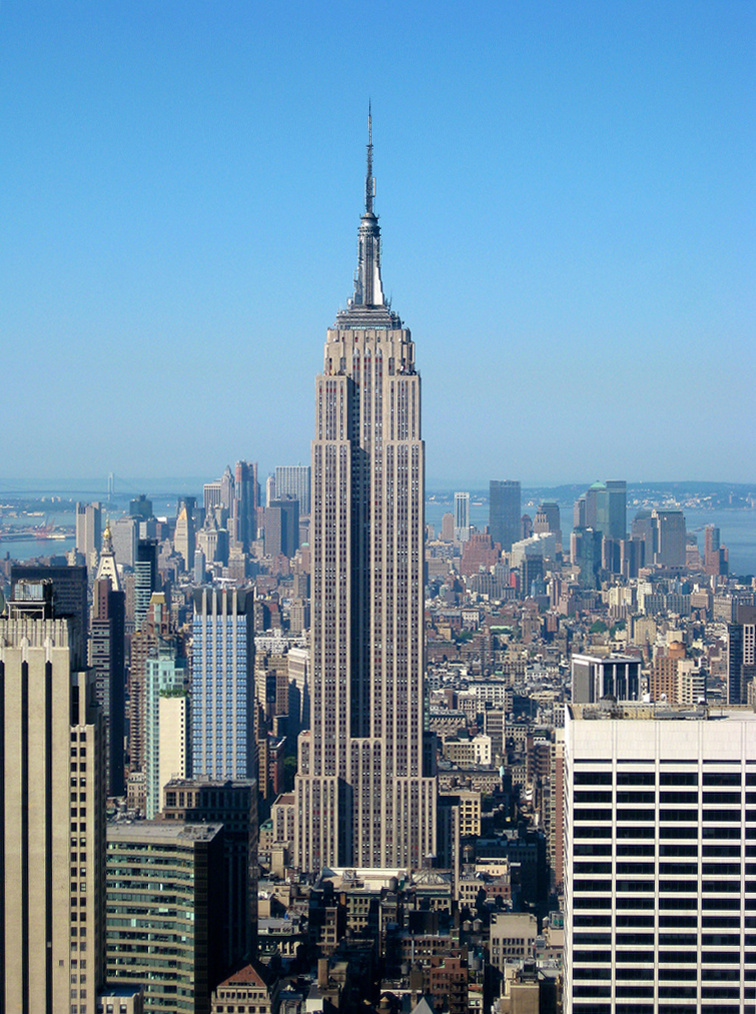
Tòa nhà chọc trời Empire State trên thế giới, xây dựng theo kiểu Art Deco.

Kiến trúc ở Hoa Kỳ đa dạng theo khu vực và đã được định hình bởi nhiều ảnh hưởng bên ngoài, không chỉ riêng Anh. Kiến trúc Hoa Kỳ có thể được coi là chiết trung, là không có gì đáng ngạc nhiên trong một xã hội đa văn hóa như vậy. Trong trường hợp không có một ảnh hưởng nào trong kiến trúc quy mô lớn từ các dân tộc bản địa như ở Mexico hay Peru, các thế hệ nhà thiết kế đã kết hợp những ảnh hưởng từ khắp nơi trên thế giới. Hiện nay, chủ đề quan trọng nhất của Kiến trúc Mỹ là sự hiện đại, như các tòa nhà chọc trời của thế kỷ 20, với kiến trúc trong nước và dân cư rất khác nhau tùy theo và khí hậu địa phương.
Chủ nghĩa tân cổ điển đi kèm với lý tưởng châu Âu, đã biến nó thành phong cách kiến trúc chủ yếu cho các tòa nhà công cộng và các trang viên lớn. Tuy nhiên, trong những năm gần đây, ngoại ô hóa và di cư hàng loạt đến vùng Vành đai Mặt trời đã cho phép kiến trúc Mỹ phản ánh phong cách Địa Trung Hải.

### Kịch

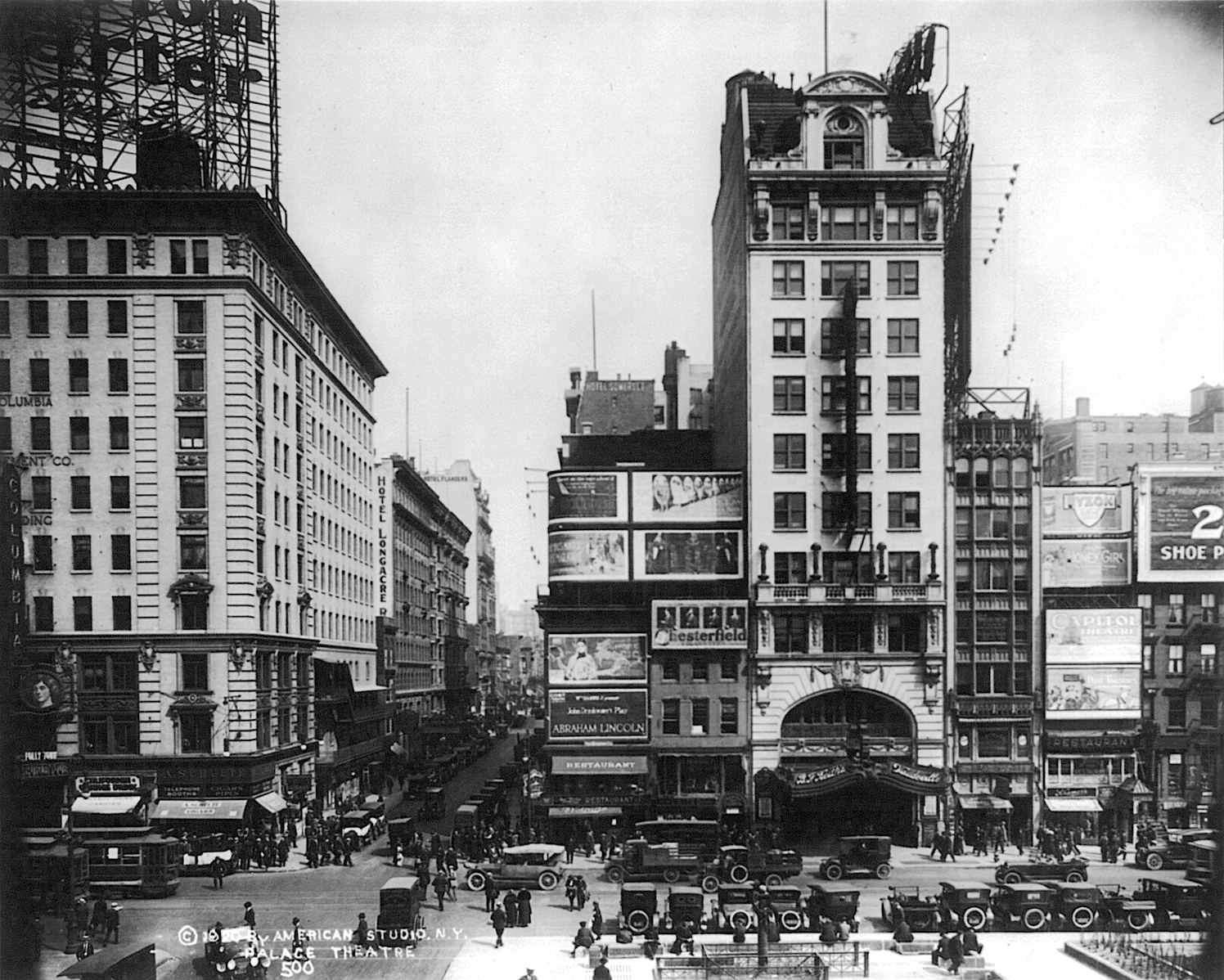
Nhà hát Palace là phần của sân khấu Broadway, một trong những quảng cáo cao cấp trên thế giới.

Kịch Mỹ dựa trên truyền thống phương Tây và không mang chút bản sắc độc đáo nào cho đến khi xuất hiện Eugene O'Neill (1888 – 1953) vào đầu thế kỷ 20, hiện ông được coi là cha đẻ của các vở kịch. O'Neill giành chiến thắng bốn lần giải Pulitzer cho kịch và là nhà viết kịch người Mỹ duy nhất giành giải Nobel về văn học. Sau O'Neill, phim truyền hình Mỹ của ông bắt đầu có tên tuổi tuổi và phát triển mạnh mẽ với các tác phẩm như Arthur Miller, Tennessee Williams, Lillian Hellman, William Inge và Clifford Odets trong nửa đầu thế kỷ 20.
Bình luận cũng là một mối quan tâm trong nhà hát Mỹ, thường giải quyết các vấn đề không được thảo luận. Các nhà văn như Lorraine Hansbury, August Wilson, David Mamet và Tony Kushner đều giành được giải Pulitzer cho các vở kịch chính trị của họ về xã hội Mỹ. Hoa Kỳ có xuất khẩu lớn của nhà hát âm nhạc hiện đại, đã sinh ra những tài năng âm nhạc. Broadway là một trong những cộng đồng nhà hát lớn nhất thế giới và là tâm điểm của nhà hát Mỹ.

### Âm nhạc

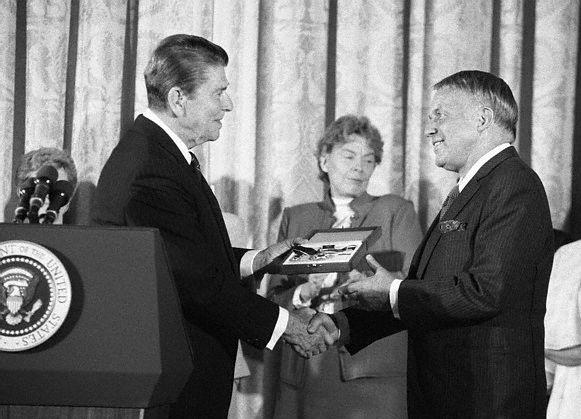
Danh ca Frank Sinatra được trao tặng Huân chương Tự do Tổng thống bởi tổng thống Ronald Reagan.
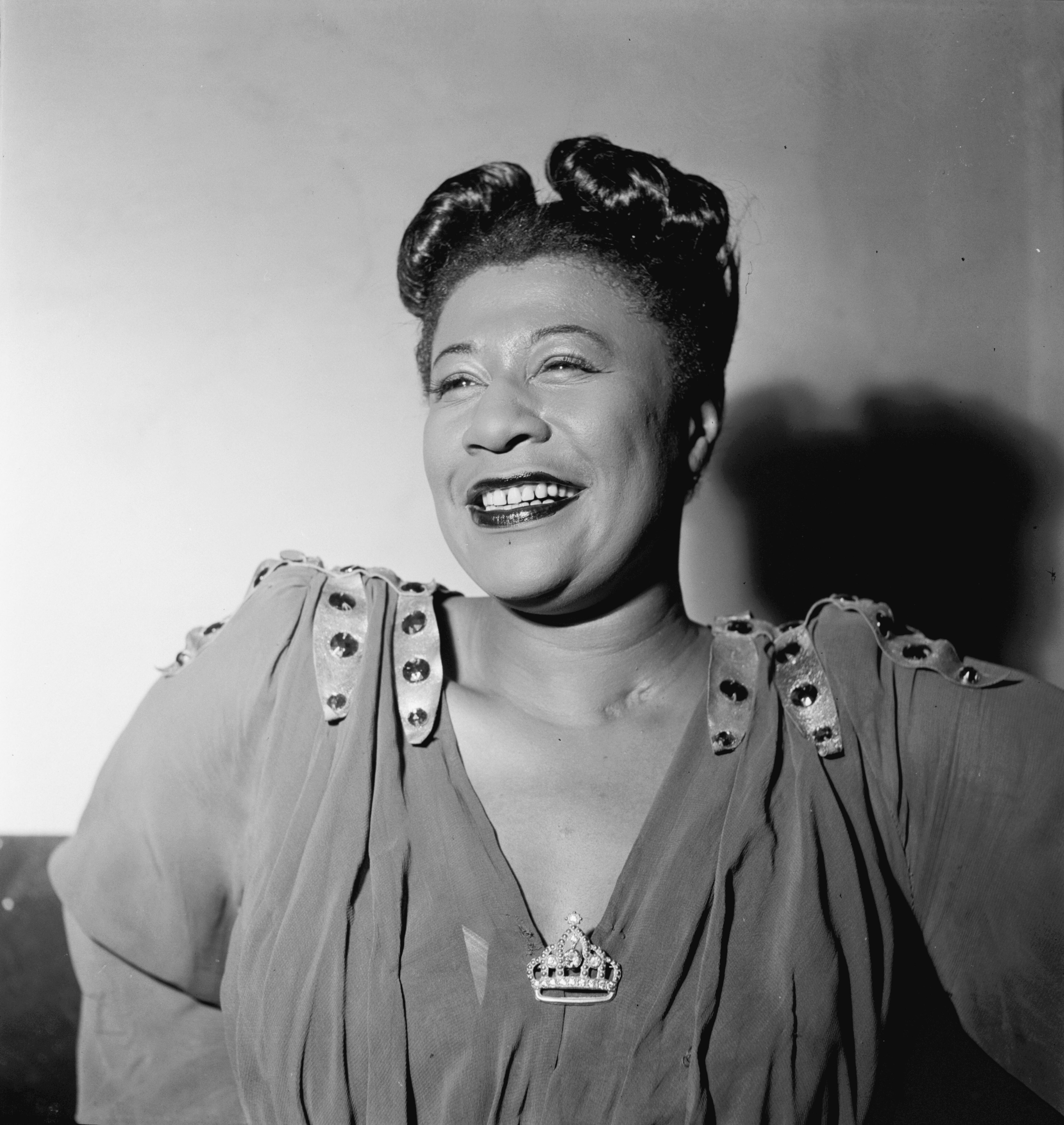
Trong sự nghiệp ca hát kéo dài 59 năm, nữ ca sĩ nhạc jazz Ella Fitzgerald đã giành 14 giải Grammy, bao gồm cả Giải Grammy Thành tựu trọn đời.
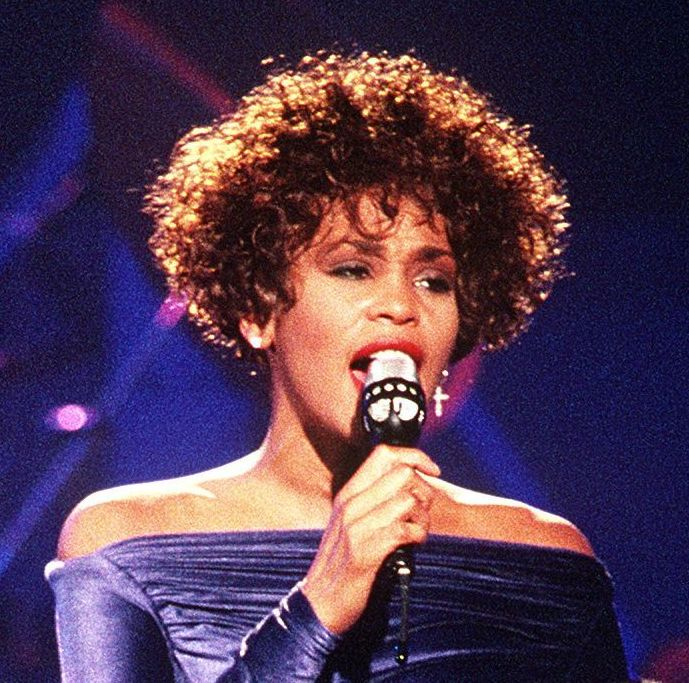
Whitney Houston, nữ ca sĩ được vinh danh là "Định nghĩa của tiếng hát". Cô từng được Sách Kỷ lục Guinness công nhận là "Người phụ nữ hoạt động nghệ thuật dành được nhiều giải thưởng nhất mọi thời đại".
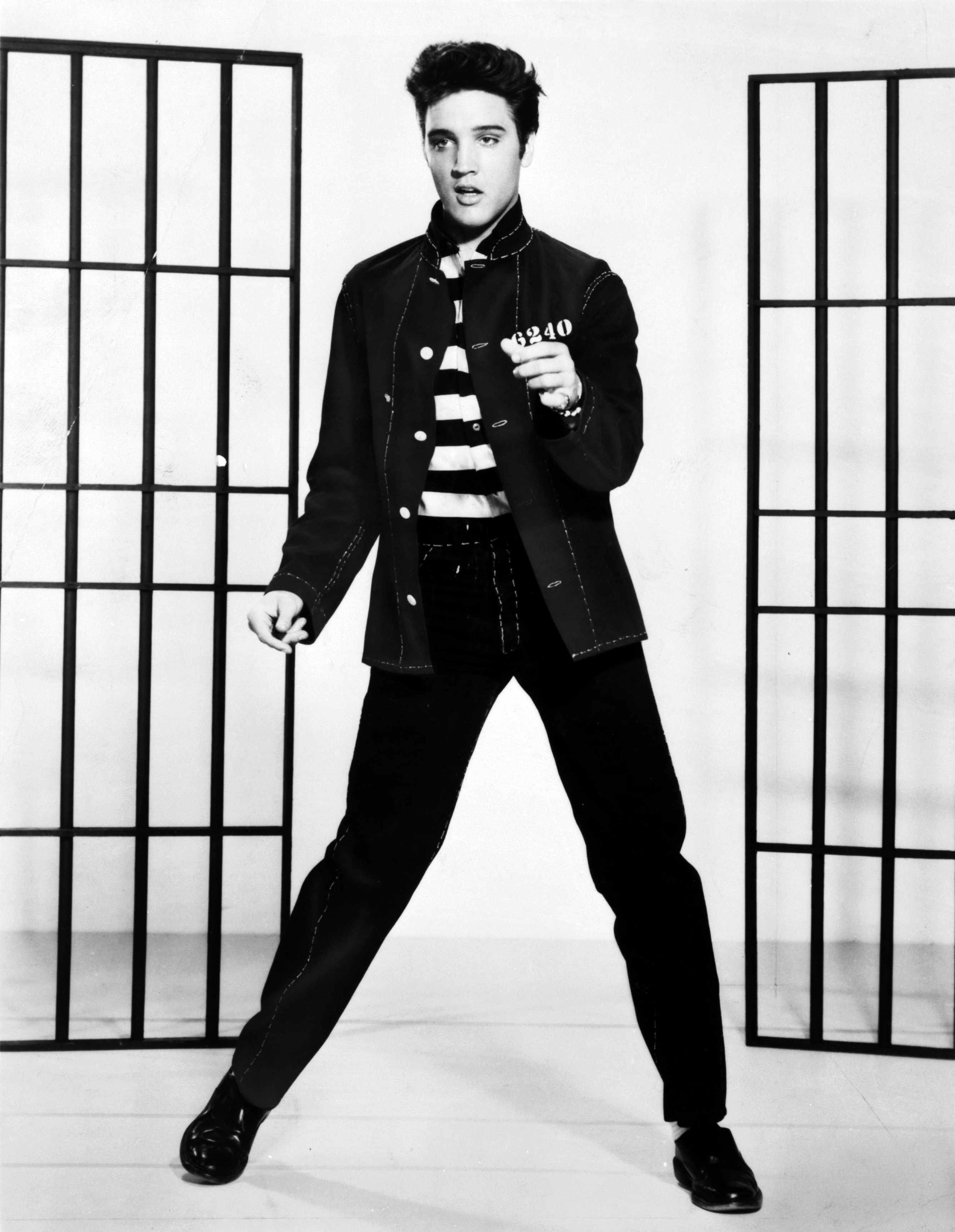
Elvis Presley  thường được mệnh danh là "Ông hoàng nhạc Rock and Roll" và là nghệ sĩ solo bán đĩa nhạc chạy nhất mọi thời đại
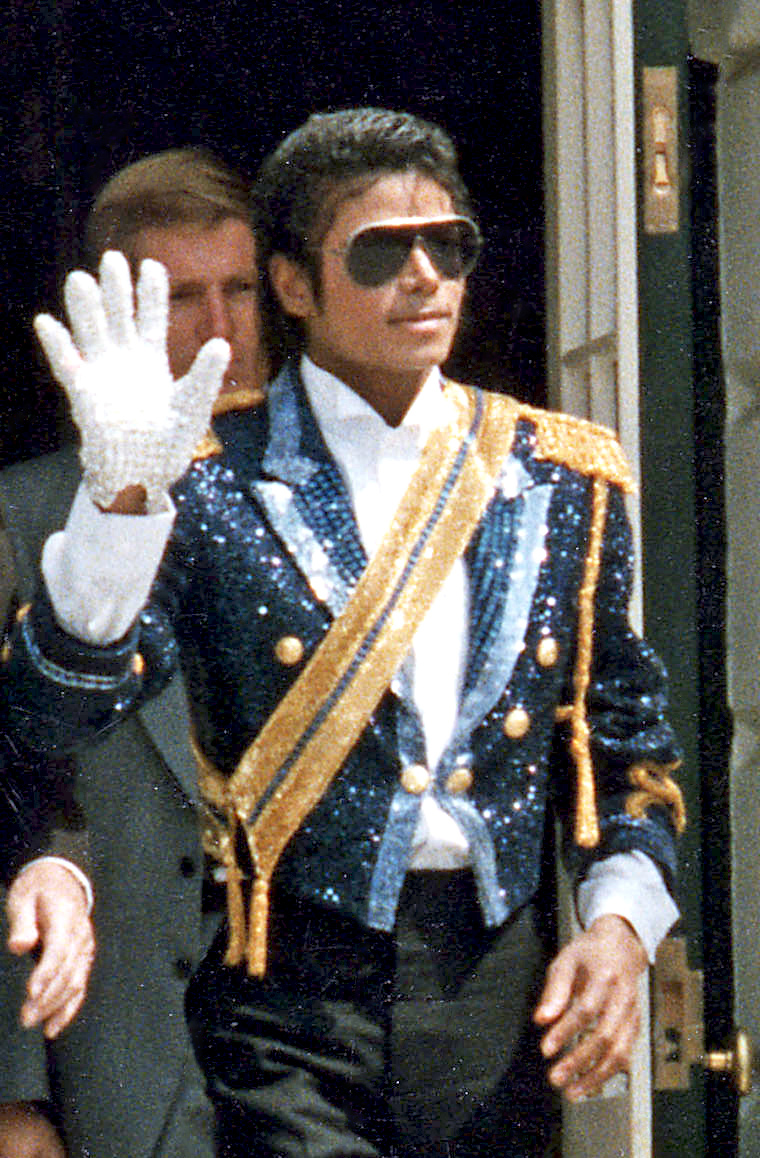
Michael Jackson, có biệt hiệu là "Ông hoàng nhạc Pop" nổi tiếng trong thập niên 80, 90.
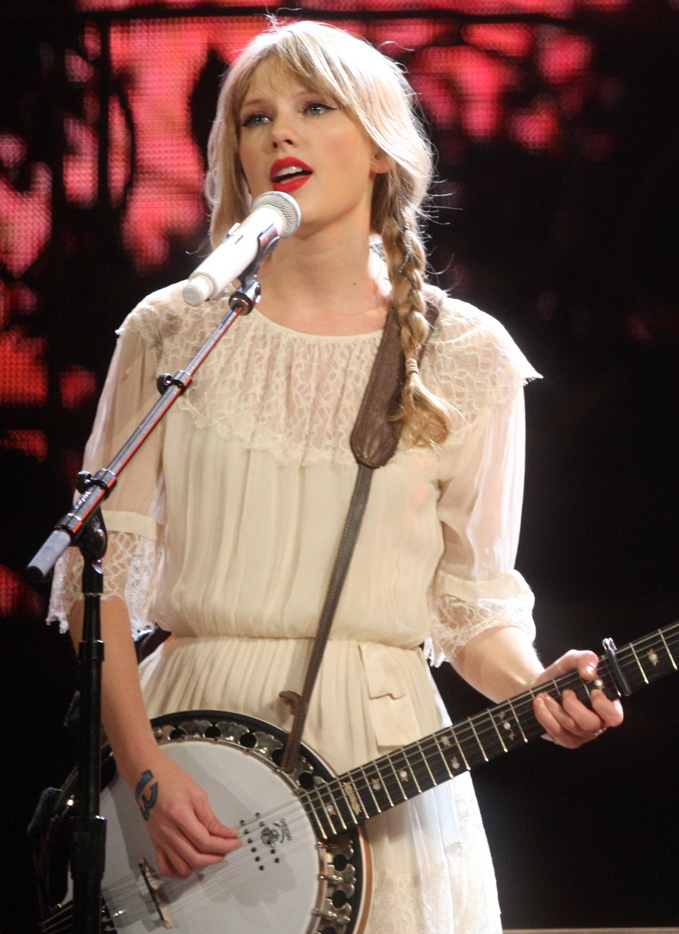
Taylor Swift

Phong cách và ảnh hưởng âm nhạc của Mỹ (như R&B, rock 'n roll, jazz, rock, techno, soul, nhạc đồng quê, hip-hop, pop, folk, blues) có thể được nghe thấy trên toàn thế giới. Âm nhạc ở Hoa Kỳ rất đa dạng, bao gồm ảnh hưởng của người Mỹ gốc Phi trong thế kỷ 20. Nửa đầu thế kỷ này nổi tiếng với nhạc jazz, cũng xuất phát từ người Mỹ gốc Phi. Hiện đại nhất vẫn là nhạc pop đậm chất hơn các loại nhạc kia.

### Khiêu vũ
- Một cặp đôi nhảy điệu swing năm 2011

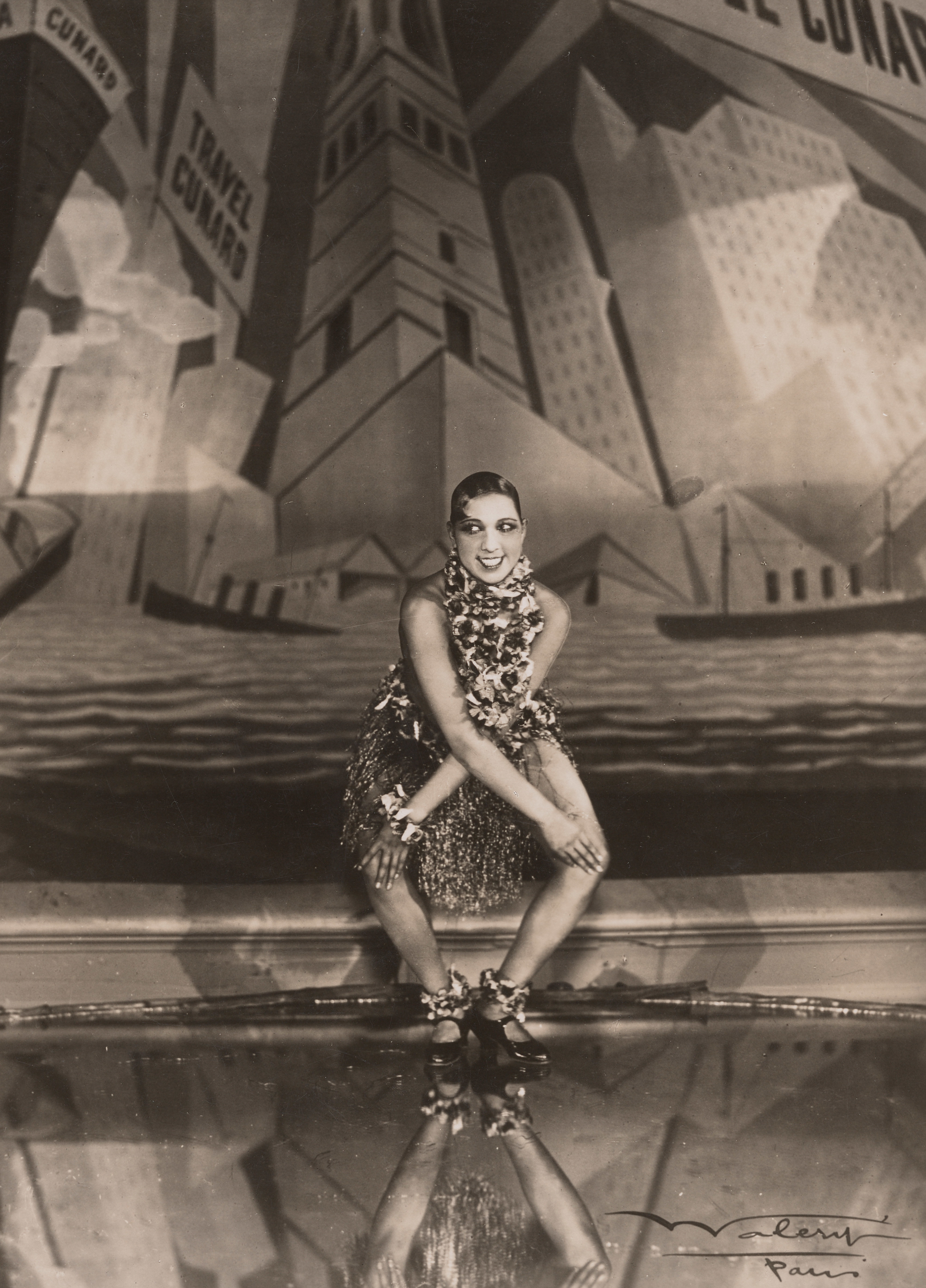
Josephine Baker đang biểu diễn điệu "charleston" tại Folies Bergère, Paris năm 1926.
- Một vũ công đang làm điệu moonwalk
- Nhảy Breakdance trên đường phố

Hoa Kỳ đại diện nhiều thể loại khiêu vũ, từ múa ba lê đến hip-hop và dân gian. Những điệu nhảy của tầng lớp thượng lưu ở thời kỳ đầu châu Âu được biết đến ở Mỹ như minuet, và một số điệu phổ biến được lan truyền đến Mỹ như square dance, điệu mà trong đó có 4 cặp đôi nhảy theo hình vuông và swing, điệu nhảy theo ngẫu hứng trên nền nhạc jazz.
Điệu moonwalk kết hợp cả di chuyển trước và sau, nhưng sau được dồn vào nhiều hơn. Điệu này được Michael Jackson biểu diễn và đã lan rộng khắp thế giới, người đầu tiên biểu diễn moonwalk được cho là Bill Bailey vào năm 1965.
Breakdancing là một điệu nhảy đường phố thuộc hip-hop được biểu diễn bởi những thiếu niên trẻ và hình thành từ sớm thập kỷ 70. Sau này cũng có những điệu nhảy mới lạ từ châu Âu vào Mỹ, những người Tây Ban Nha từ Vùng Caribe kết hợp xoay người và lắc hông. Từ đây cũng sinh ra các điệu như tap dance (nhảy nhờ các đôi giày tap là bộ gõ và đạp xuống đất phát ra tiếng), charleston và rumba.

### Điện ảnh

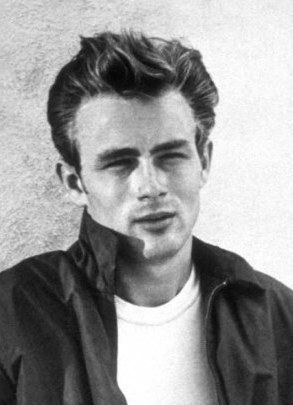
James Dean được ví như một diễn viên huyền thoại của làng Hollywood.
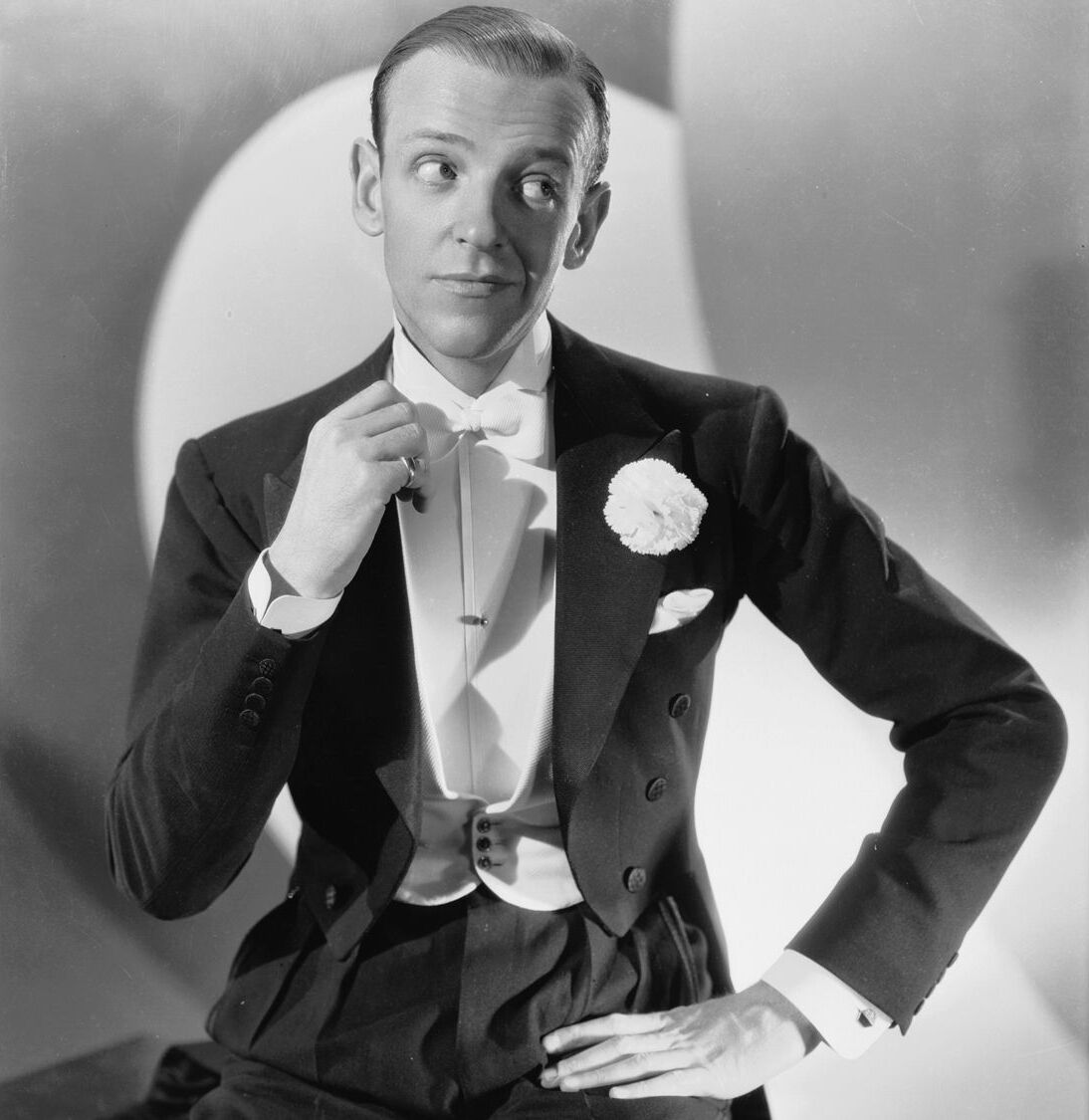
Fred Astaire là diễn viên xuất sắc và là ngôi sao điện ảnh.
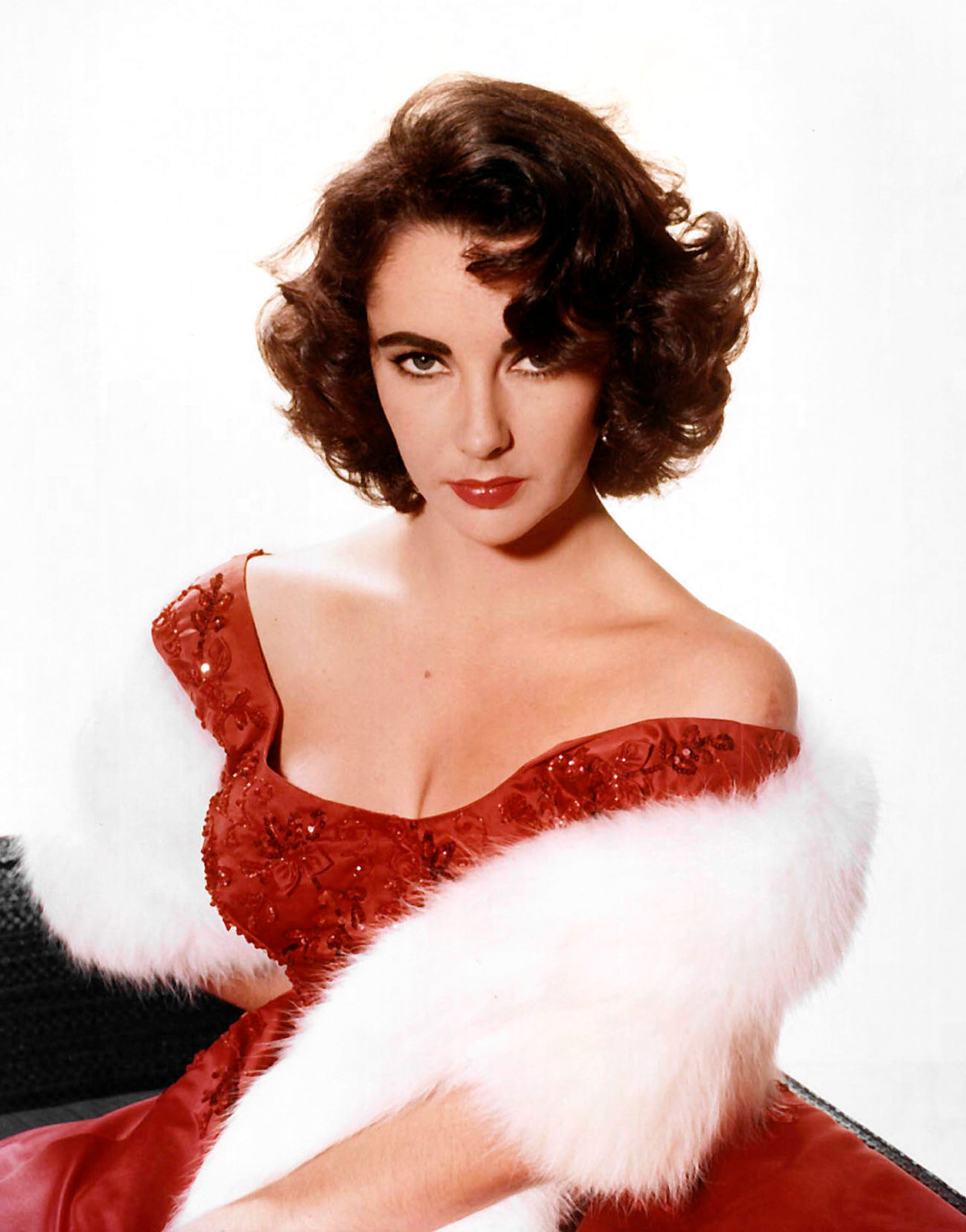
Elizabeth Taylor đã trở thành một trong những nữ diễn viên điện ảnh lớn nhất trong thời đại vàng của Hollywood và được Viện phim Mỹ xếp vào hàng những ngôi sao điện ảnh Mỹ vĩ đại nhất ở vị trí thứ 7.
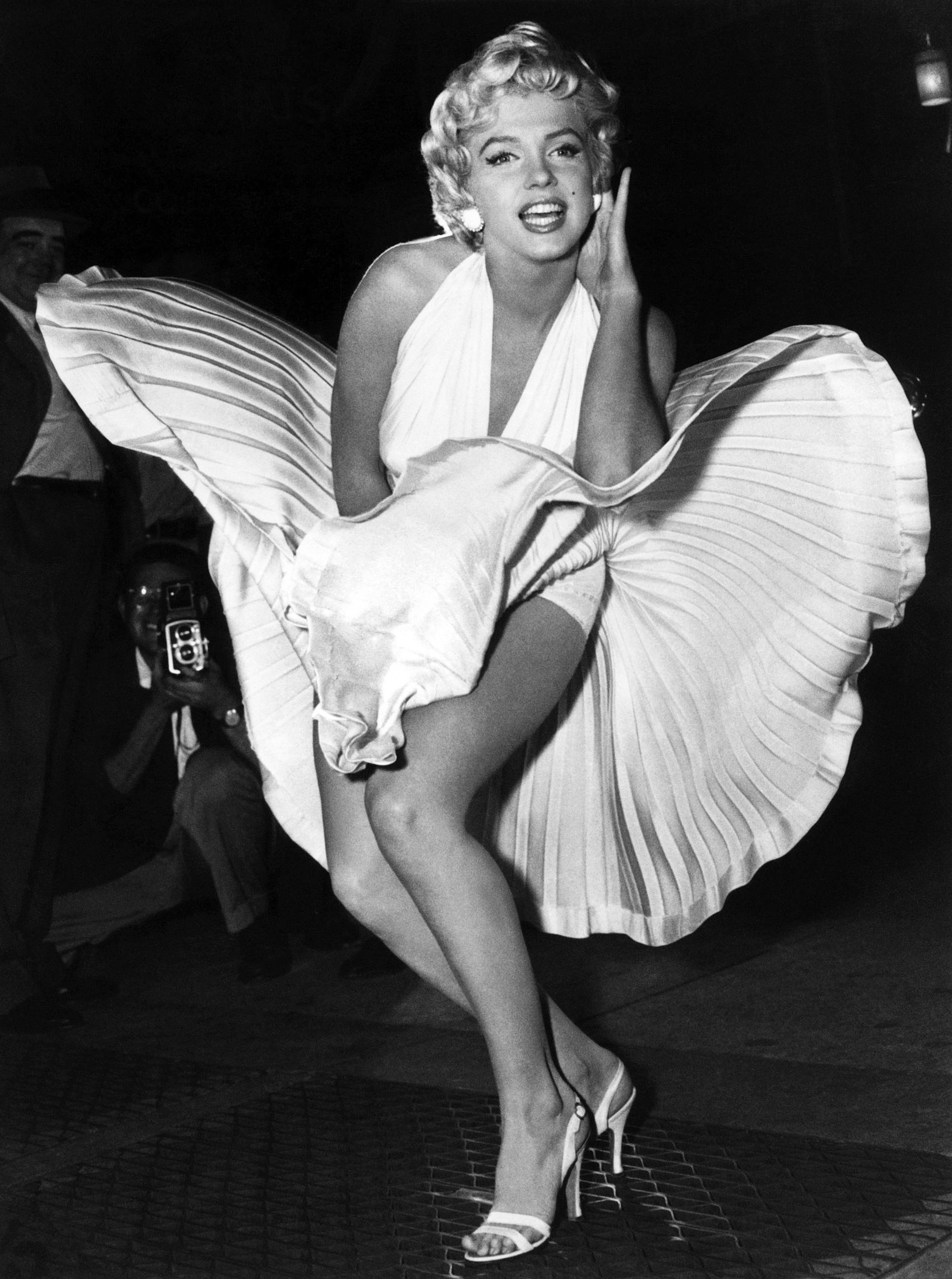
Nữ diễn viên, người mẫu và ca sĩ Marilyn Monroe với chiếc đầm trắng trong khi quay phim The Seven Year Itch năm 1954. Cảnh tượng này đã được mô tả là một trong những hình ảnh mang tính biểu tượng nhất của thế kỷ 20.

Rạp chiếu phim của Hoa Kỳ thường được gọi là Hollywood, đã có ảnh hưởng sâu sắc đến ngành điện ảnh trên toàn thế giới kể từ đầu thế kỷ 20. Anh em nhà Lumiere được ghi nhận với sự ra đời của điện ảnh hiện đại, điều đó đã giúp điện ảnh Mỹ nổi lên như một "thế lực thống trị". Lịch sử của điện ảnh Mỹ có thể được phân thành 4 thời kỳ chính: kỷ nguyên phim câm, điện ảnh Hollywood cổ điển, New Hollywood và thời kỳ điện ảnh đương đại. Nam diễn viên James Dean, người xuất hiện trong các bộ phim của Hollywood thời cổ điển cho đến khi qua đời, được coi là một biểu tượng của văn hóa điện ảnh Mỹ ở độ tuổi trẻ trung.
Điện ảnh của Mỹ được hồi sinh vào cuối những năm 1980 và đầu những năm 1990 khi có nhiều thế hệ nhà làm phim mới. Về mặt đạo diễn, viết kịch bản, biên tập và các yếu tố khác đã khiến nhiều bộ phim Mỹ trở nên sáng tạo, đúng với tính chất của phim Hollywood. Kể từ đó, ngành công nghiệp phim trở nên rõ rệt và ảnh hướng lớn tới điện ảnh. Nhiều hãng phim lớn còn phát triển thêm các hãng con để sản xuất phim. Ở mức độ thấp hơn vào đầu thế kỷ 21, các thể loại phim trước đây được coi chỉ có một sự hiện diện nhỏ trong thị trường phim chính thống khi doanh thu phòng vé của Mỹ bắt đầu mạnh hơn.

### Truyền thông
Truyền hình là một phương tiện truyền thông đại chúng lớn nhất ở Hoa Kỳ. Tỷ lệ sở hữu truyền hình và đài phát thanh ở các hộ gia đình trong nước là 96,7%. Tỷ lệ sở hữu cao nhất của các hộ gia đình có ít nhất một TV trong năm 1996 – 1997 là 98,4%. Nhìn chung, các mạng lưới truyền hình của Hoa Kỳ là lớn nhất và được cung cấp nhiều nhất trên thế giới.
Tính đến tháng 8 năm 2013, khoảng 114.200.000 hộ gia đình Mỹ sở hữu ít nhất một chiếc TV.
Do sự gia tăng về số lượng và mức độ phổ biến của phim truyền hình được đánh giá cao gần đây, nhiều nhà phê bình cho rằng truyền hình Mỹ hiện đang tận hưởng thời kỳ hoàng kim.

## Thể thao
Từ năm 1820, các trường học ở Mỹ tập trung vào môn thể dục, đào tạo vệ sinh, chăm sóc và phát triển cơ thể. Vào những năm 1800, các trường đại học được khuyến khích tập trung vào các môn thể thao nội bộ, đặc biệt là đường đua và bóng đá Mỹ. Giáo dục thể chất được đưa vào chương trình giảng dạy ở tiểu học trong thế kỷ 20.

### Một số môn phổ biến

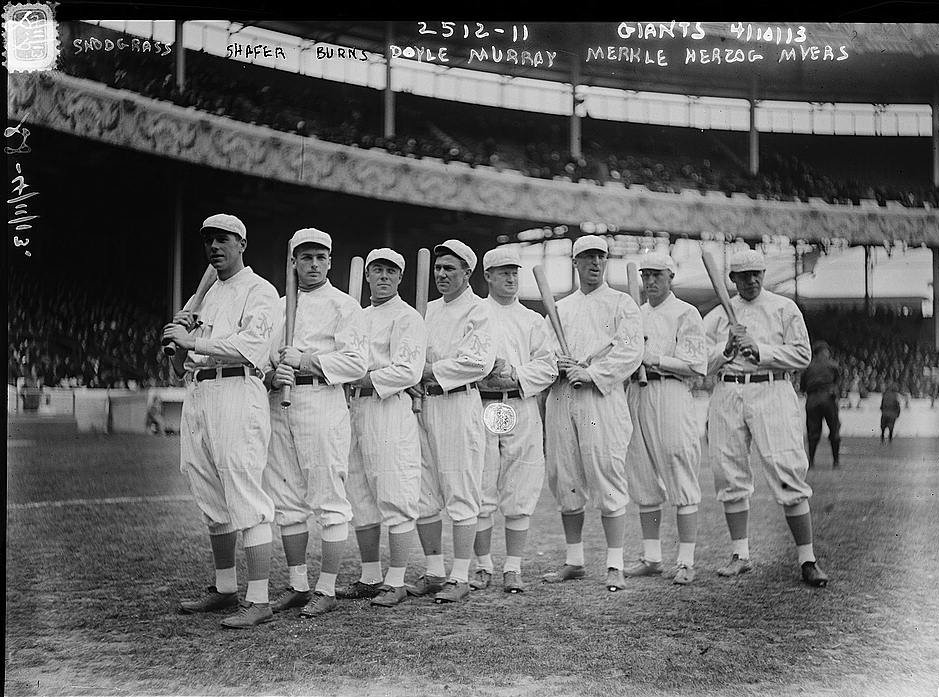
Một đội chơi bóng chày năm 1913
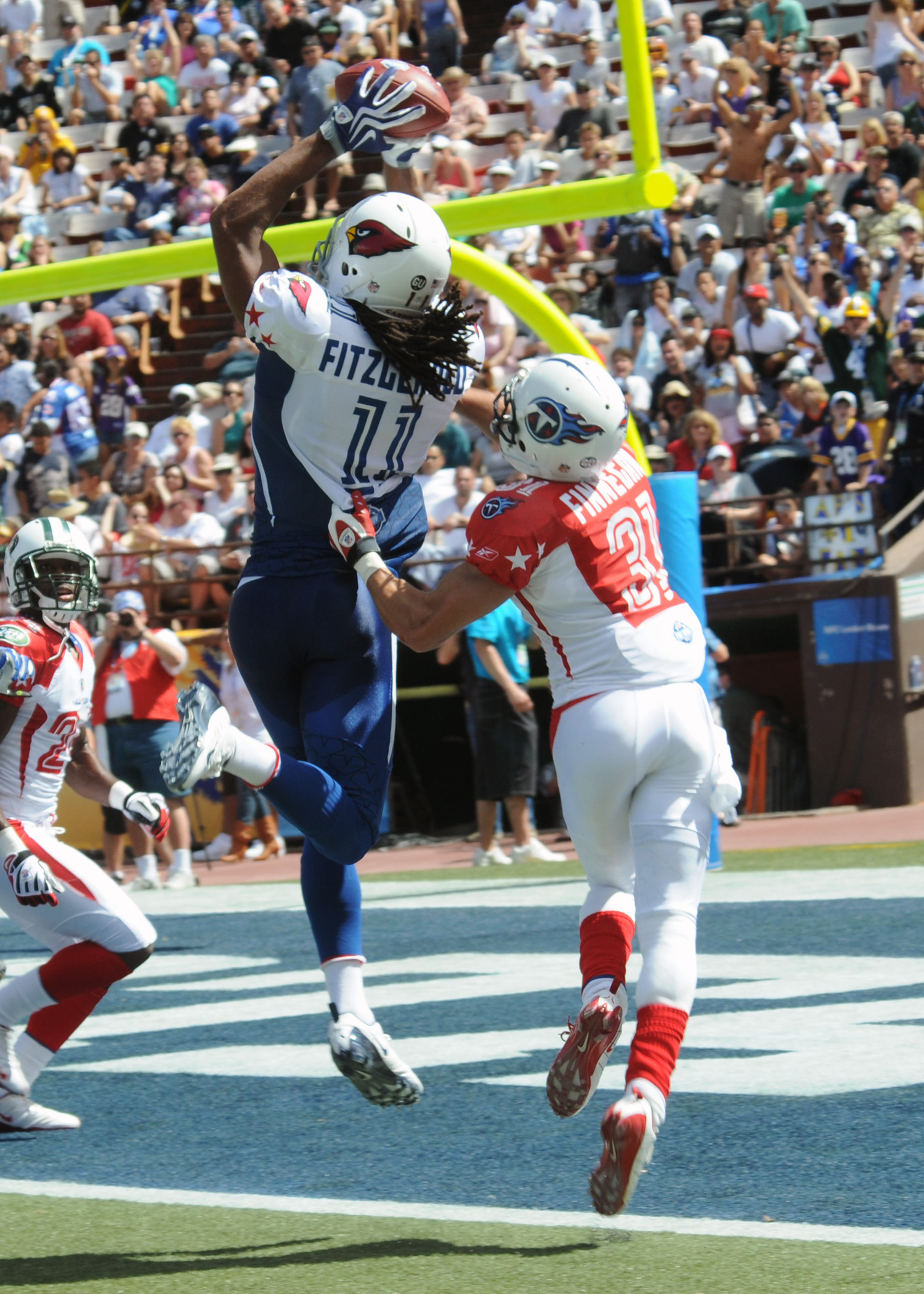
Một thành viên đội bóng bầu dục đang ghi bàn (2009).
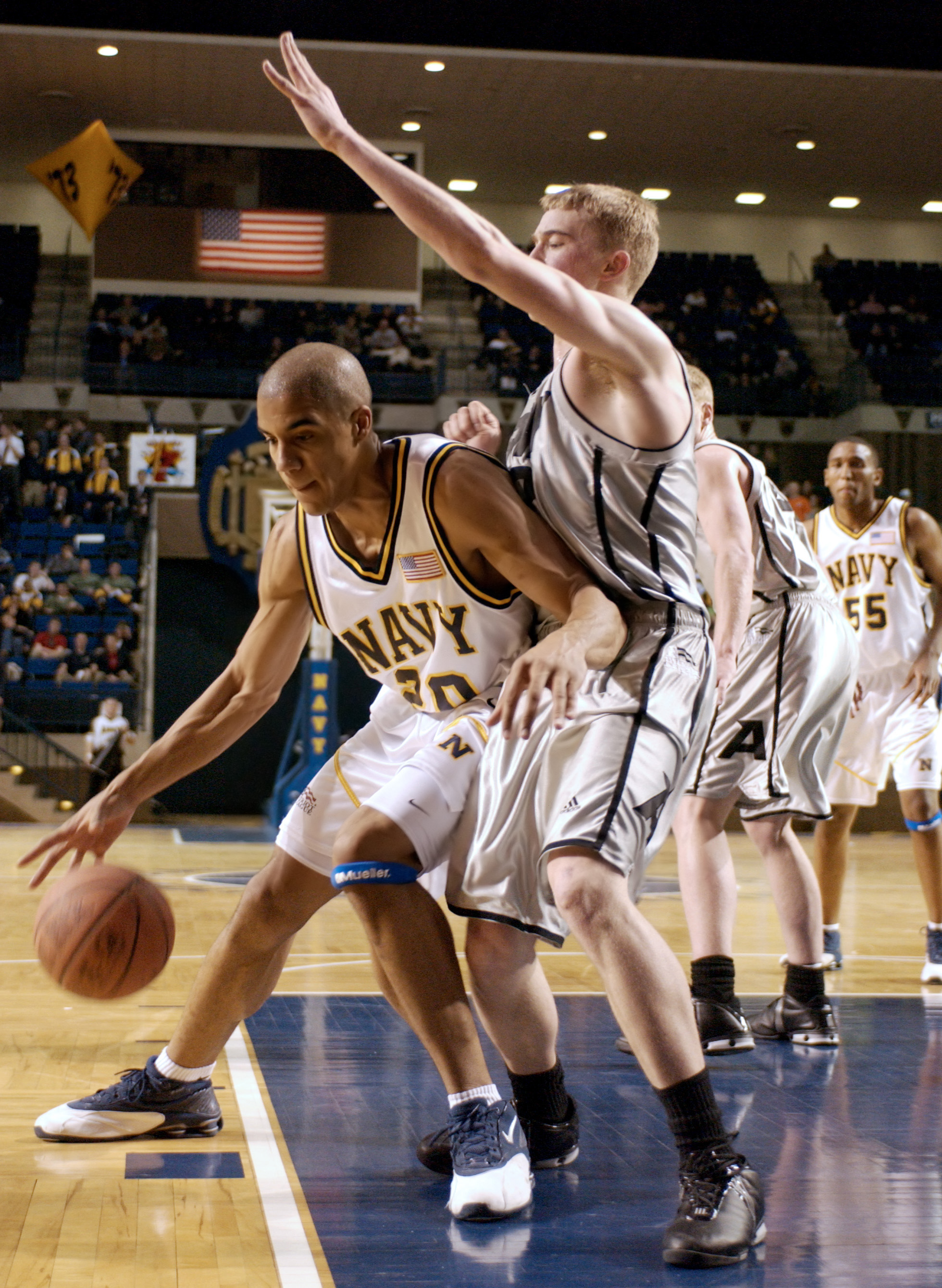
Các cầu thủ học viện hải quân Mỹ chơi bóng rổ.
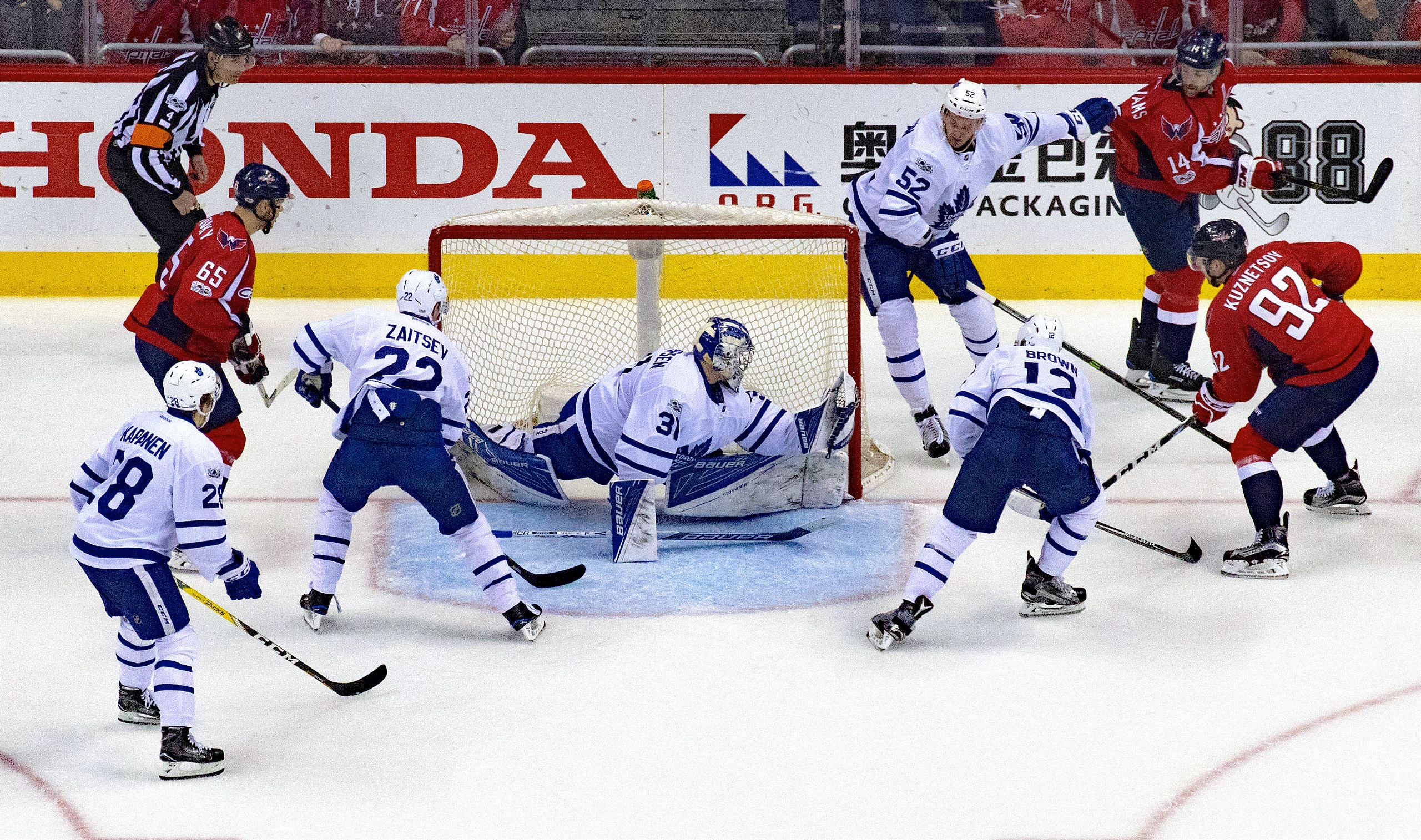
Hai đội chơi khúc côn cầu.
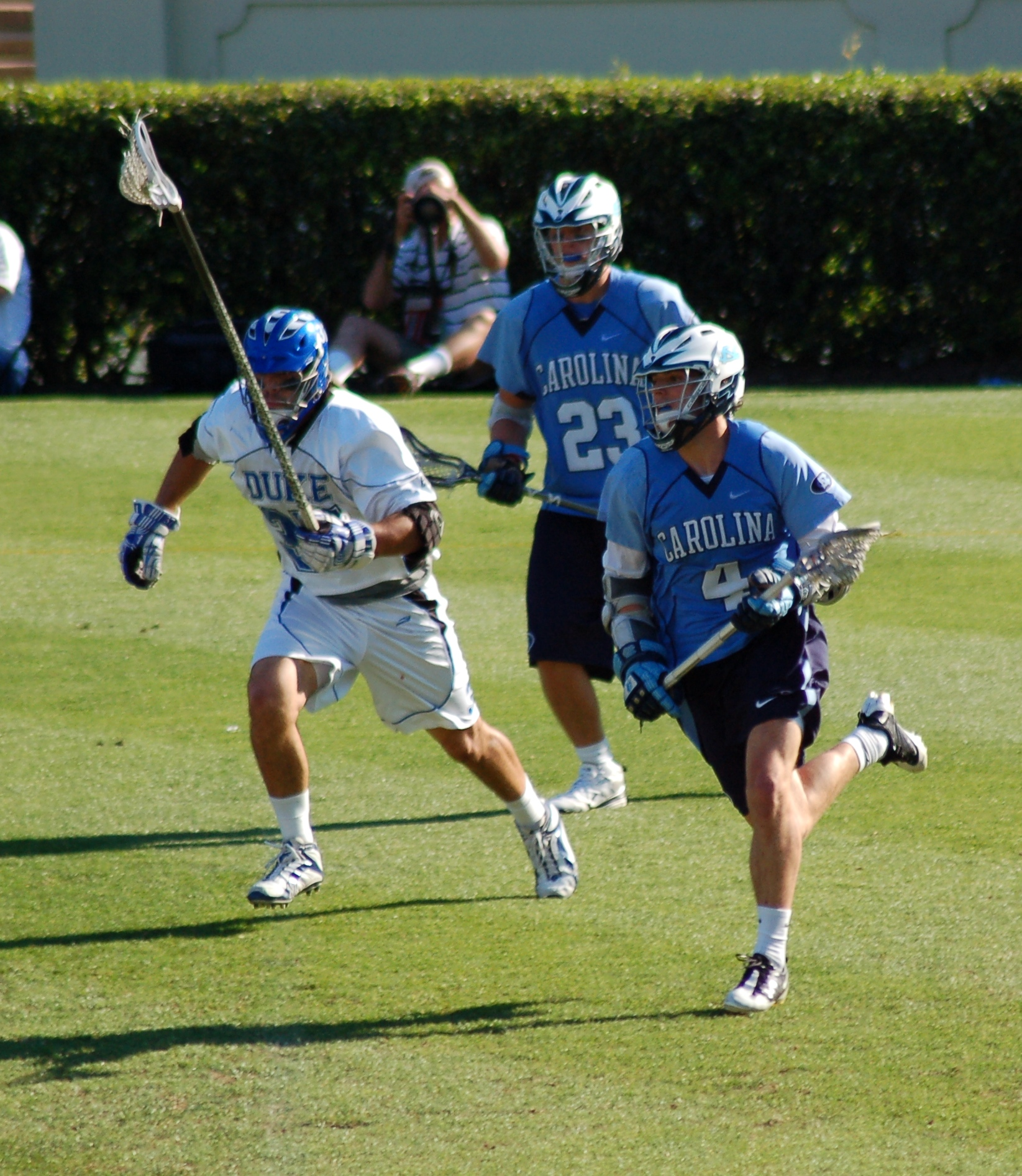
Một trận đấu bóng vợt.
Một trận đua ngựa ở Mỹ
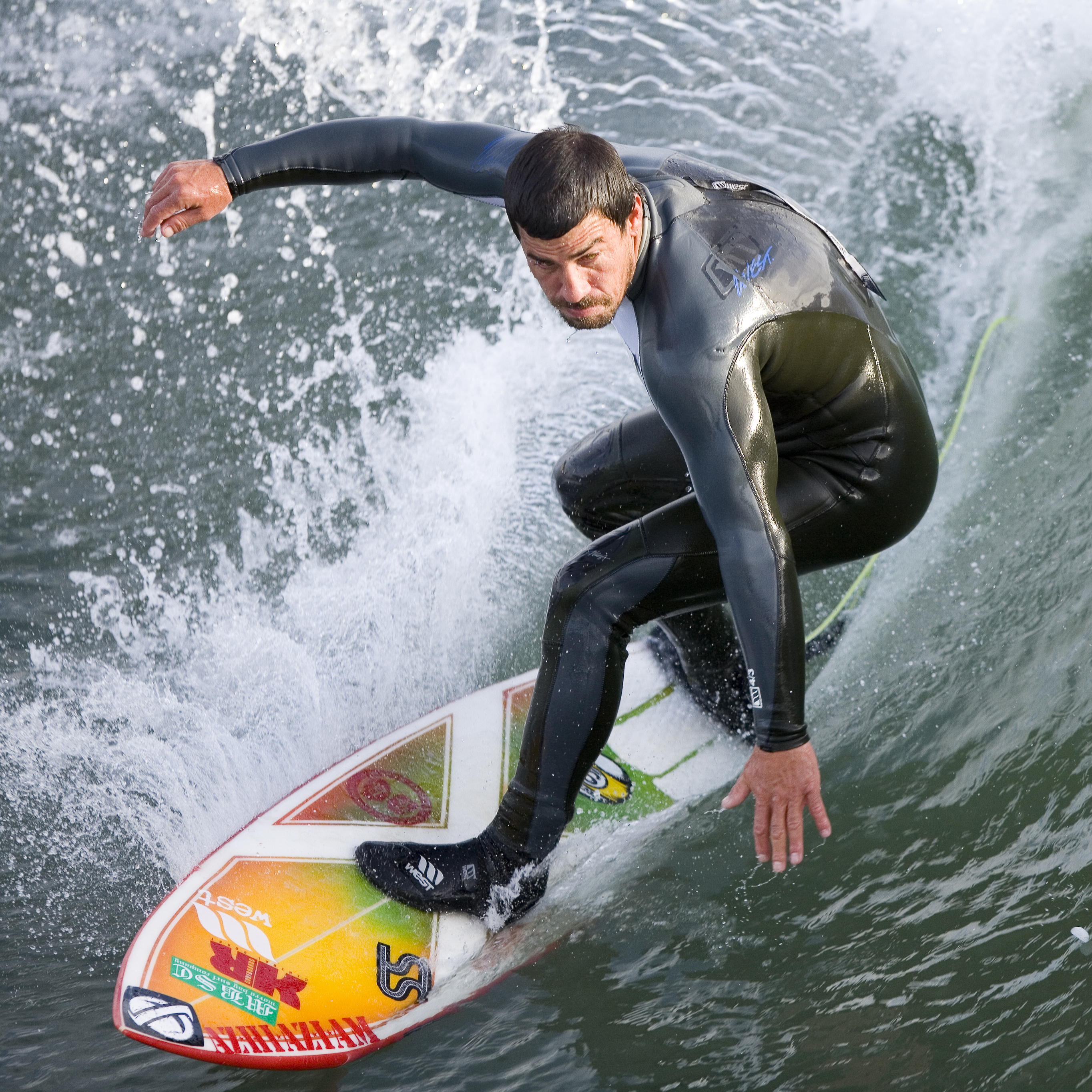
Lướt sóng ở California.
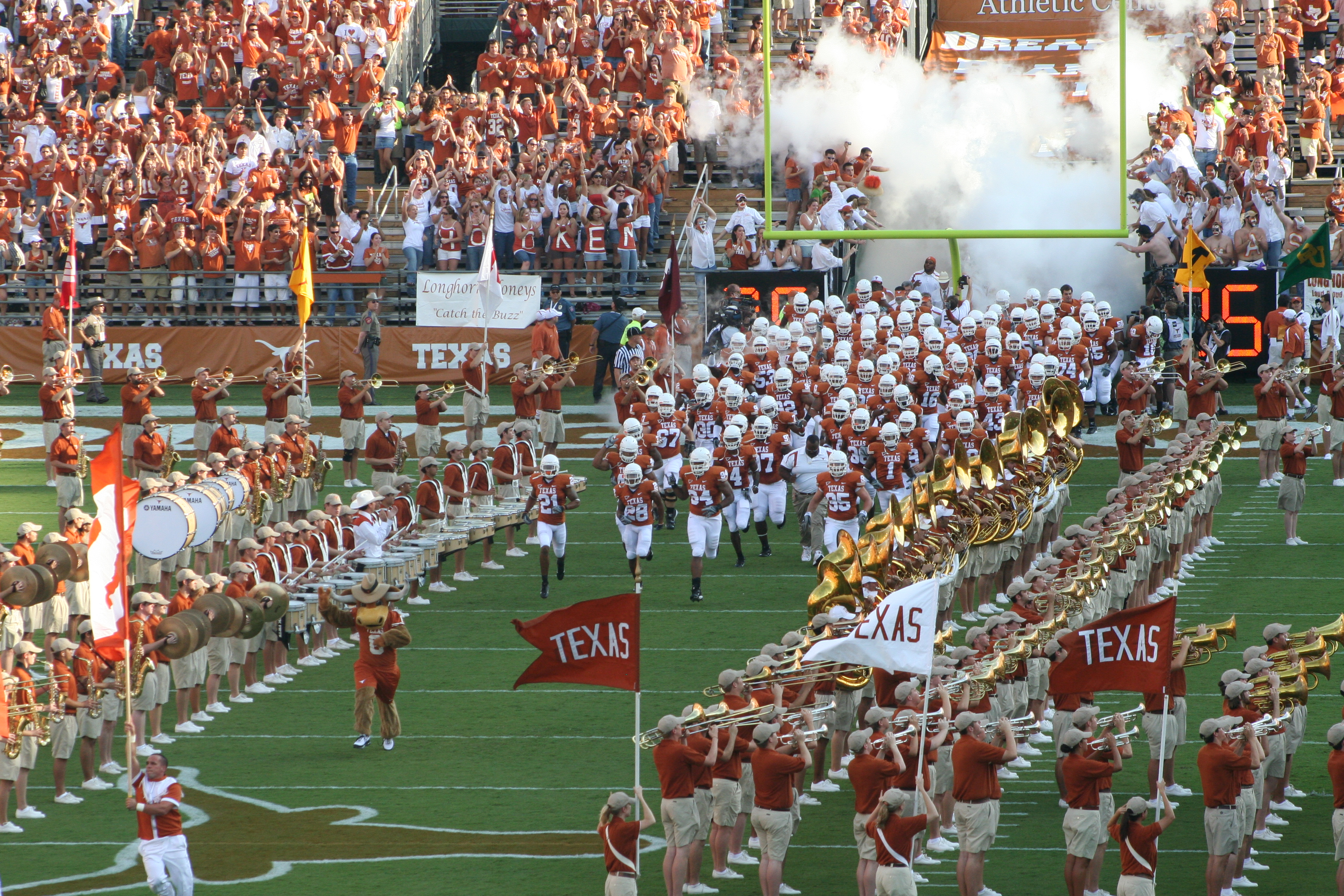
Khai mạc giải Bóng bầu dục  sinh viên (College football) năm 2007

Bóng chày là môn thể thao lâu đời nhất của đội tuyển Mỹ, có từ năm 1869 và không có môn nào khác cạnh tranh cho đến những năm 1960. Không giống như các cấp độ chuyên nghiệp của từng môn thể thao ở Hoa Kỳ, những đội bóng chày Major League Baseball chơi gần như mỗi ngày. Mùa bóng chày của Major League thường bao gồm mỗi trong số 30 đội chơi 162 trận từ tháng Tư đến tháng Chín. Một mùa giải kết thúc với World Series vào tháng Mười.
Bóng bầu dục Mỹ thu hút nhiều khán giả truyền hình hơn bất kỳ môn thể thao nào khác và được coi là môn phổ biến quốc gia. Giải bóng đá quốc gia (NFL) gồm 32 đội là giải bóng đá chuyên nghiệp nổi tiếng nhất của Mỹ. Mùa NFL kéo dài từ tháng 9 đến tháng 12, kết thúc với Super Bowl vào tháng 1 và tháng 2 năm sau. Super Bowl được phát chương trình và đánh giá cao với lượng khán giả hơn 100 triệu người xem hàng năm.
Bóng rổ là một môn thể thao đối khoáng chuyên nghiệp lớn, được đại diện bởi Hiệp hội Bóng rổ Quốc gia. Ra đời tại Springfield, Massachusetts vào năm 1891 bởi giáo viên giáo dục thể chất James Naismith. Còn có Bóng rổ Đại học dành cho những sinh viên trong đại học ở Mỹ chơi với môn thể thao này. Bóng rổ thường được chơi trong nhà và ngoài sân không có tính thô bạo như bóng bầu dục dù là môn dùng tay.
Khúc côn cầu trên băng là môn thể thao đồng đội hàng đầu. Đòi hỏi cả về tốc độ và linh hoạt. Luôn là nền tảng chính của văn hóa Ngũ Đại Hồ và New England, môn thể thao này đã đạt được những chỗ vững chắc ở các khu vực Nam Mỹ kể từ đầu những năm 1990 và được đại diện bởi National Hockey League.
Bóng vợt là môn thể thao đồng đội xuất phát từ khúc côn cầu, có nguồn gốc ở Canada và là môn thể thao phát triển nhanh nhất ở Hoa Kỳ, 
thay vì dùng gậy thì các cầu thủ lại dùng lưới, bóng vợt cũng phổ biến ở các khu vực Bắc Mỹ. Hai giải đấu lớn nhất của bóng vợt là National Lacrosse League và Major League Lacrosse.
Bóng đá phổ biến là môn thể thao tham gia, đặc biệt là trong giới trẻ và các đội tuyển quốc gia Hoa Kỳ khi thi đấu quốc tế. Major League Soccer là giải đấu chuyên nghiệp gồm 20 đội, diễn ra từ tháng 3 đến tháng 10, nhưng bóng đá vẫn có lượng khán giả xem truyền hình tụt nặng nề và tỷ lệ phổ biến còn thấp so với các môn thể thao chuyên nghiệp khác trong nước.
Quyền anh và đua ngựa đã từng là môn thể thao được theo dõi nhiều nhất, cho đến khi bị lu mờ bởi golf và đua xe - đặc biệt là NASCAR. Các môn thể thao phổ biến khác là tennis, bóng mềm, bơi lội, bóng nước, đấu kiếm, bắn súng thể thao, săn bắn, bóng chuyền, trượt tuyết, lướt sóng, đi xe đạp, đấu vật và cử tạ.
Liên quan đến các nơi khác trên thế giới, Hoa Kỳ cạnh tranh một cách bất thường trong thể thao nữ, đòi hỏi hầu hết các trường đại học Mỹ phải bình đẳng cho thể thao cả nam và nữ. Tuy nhiên thì thể thao của nữ giới lại không phổ biến đối với khán giả thể thao nam giới.
Hoa Kỳ đạt được rất nhiều thành công trong Thế vận hội mùa hè và Thế vận hội mùa đông, liên tục có những người hàng đầu giành được huy chương.

## Ẩm thực

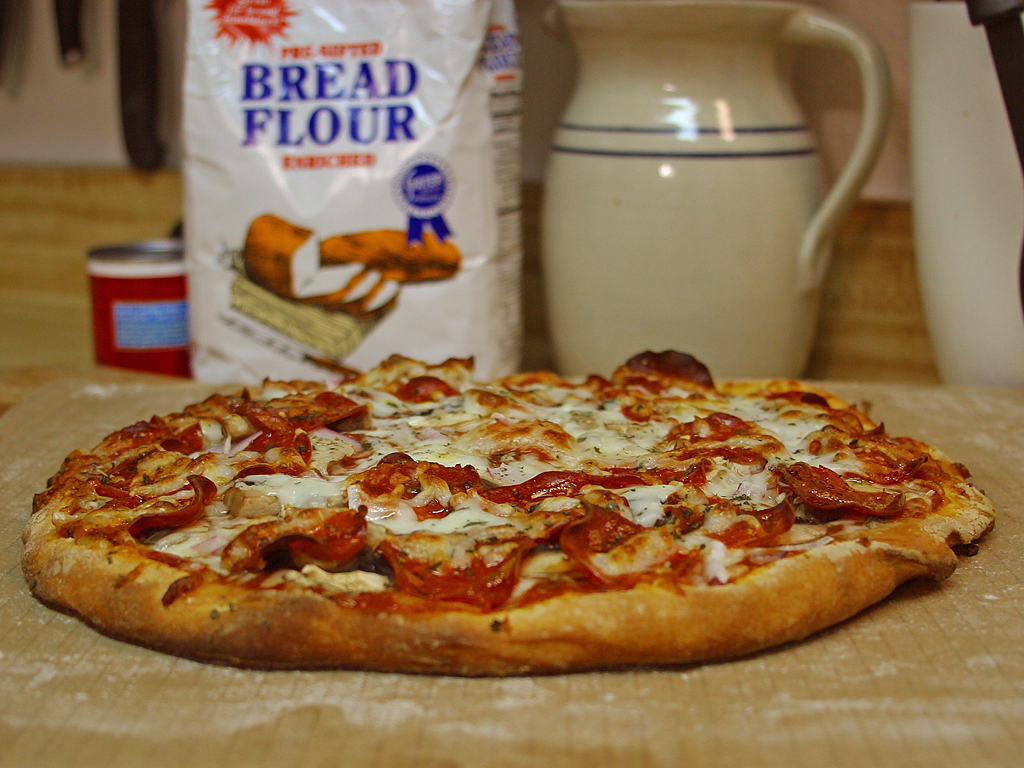
Pizza đã trở thành món ăn nhanh đặt hàng tại nhà.
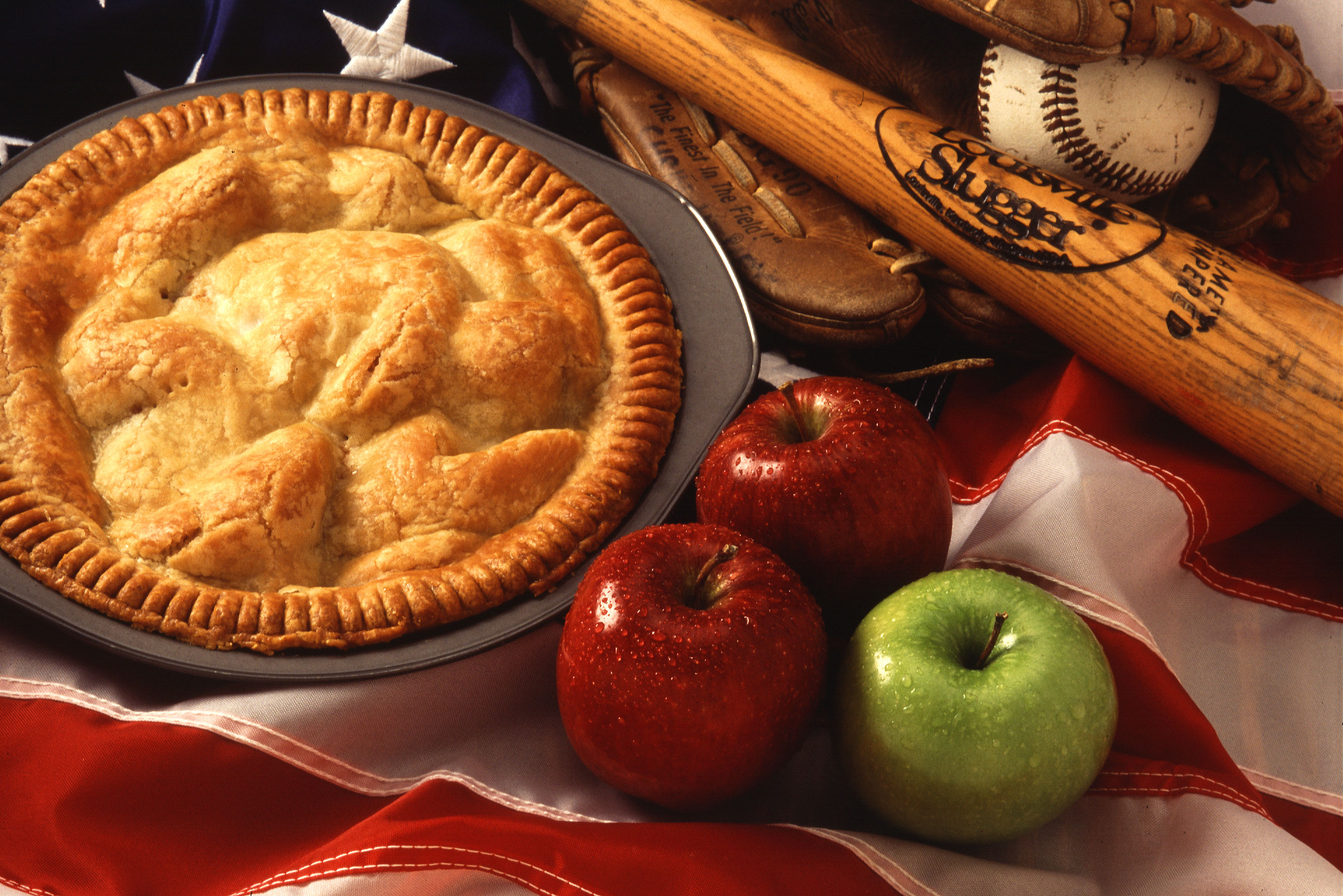
Bánh táo được xem là biểu tượng văn hóa Hoa Kỳ.
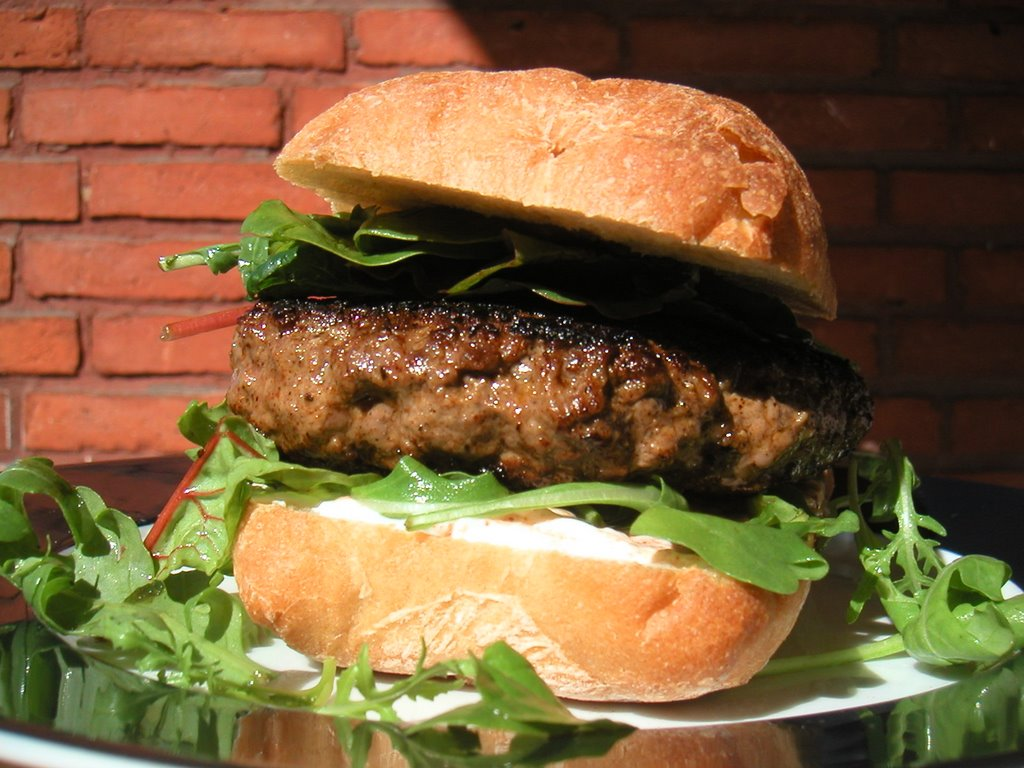
Hamburger là loại bánh chủ yếu dùng vào bữa trưa hoặc bữa tối
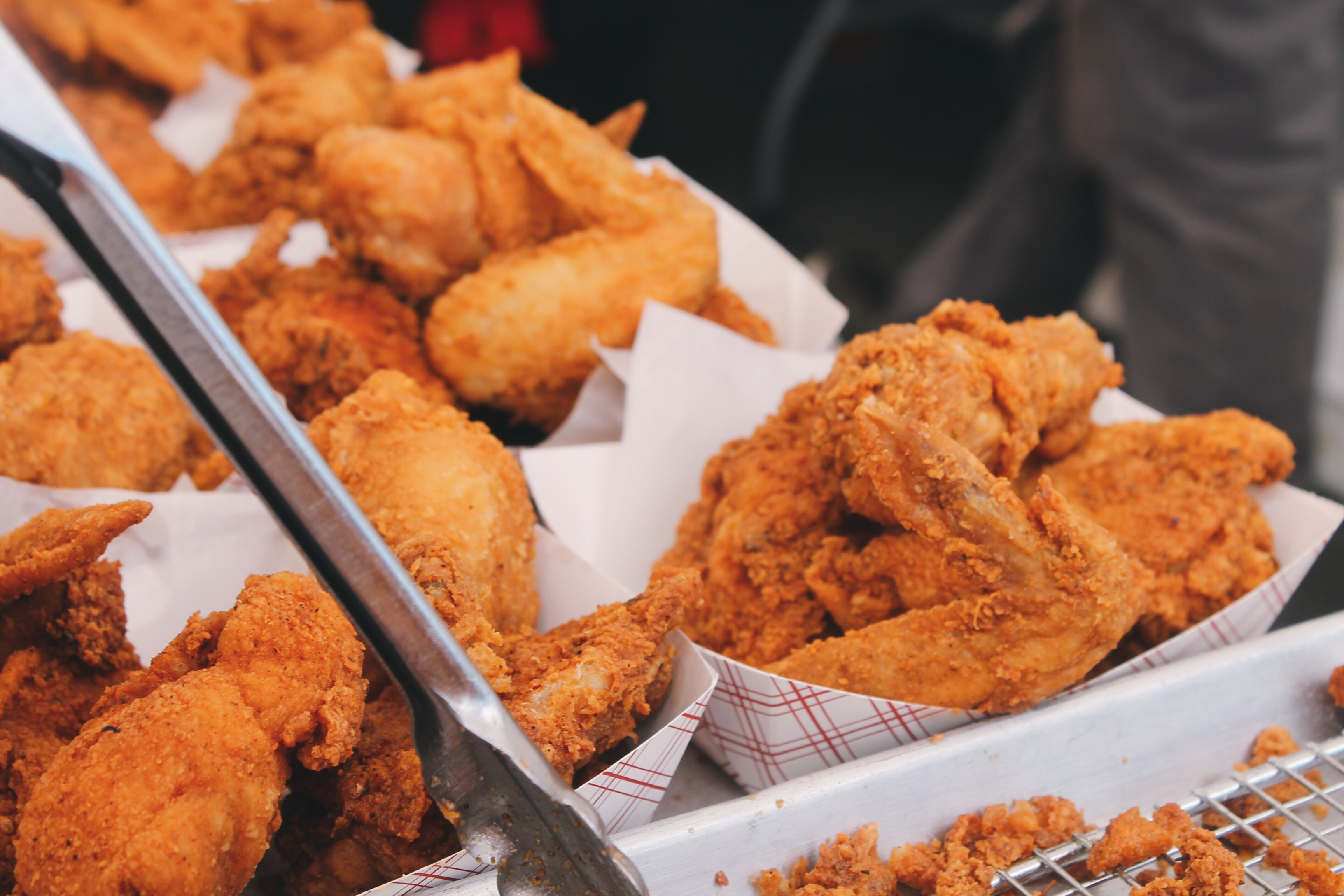
Gà rán
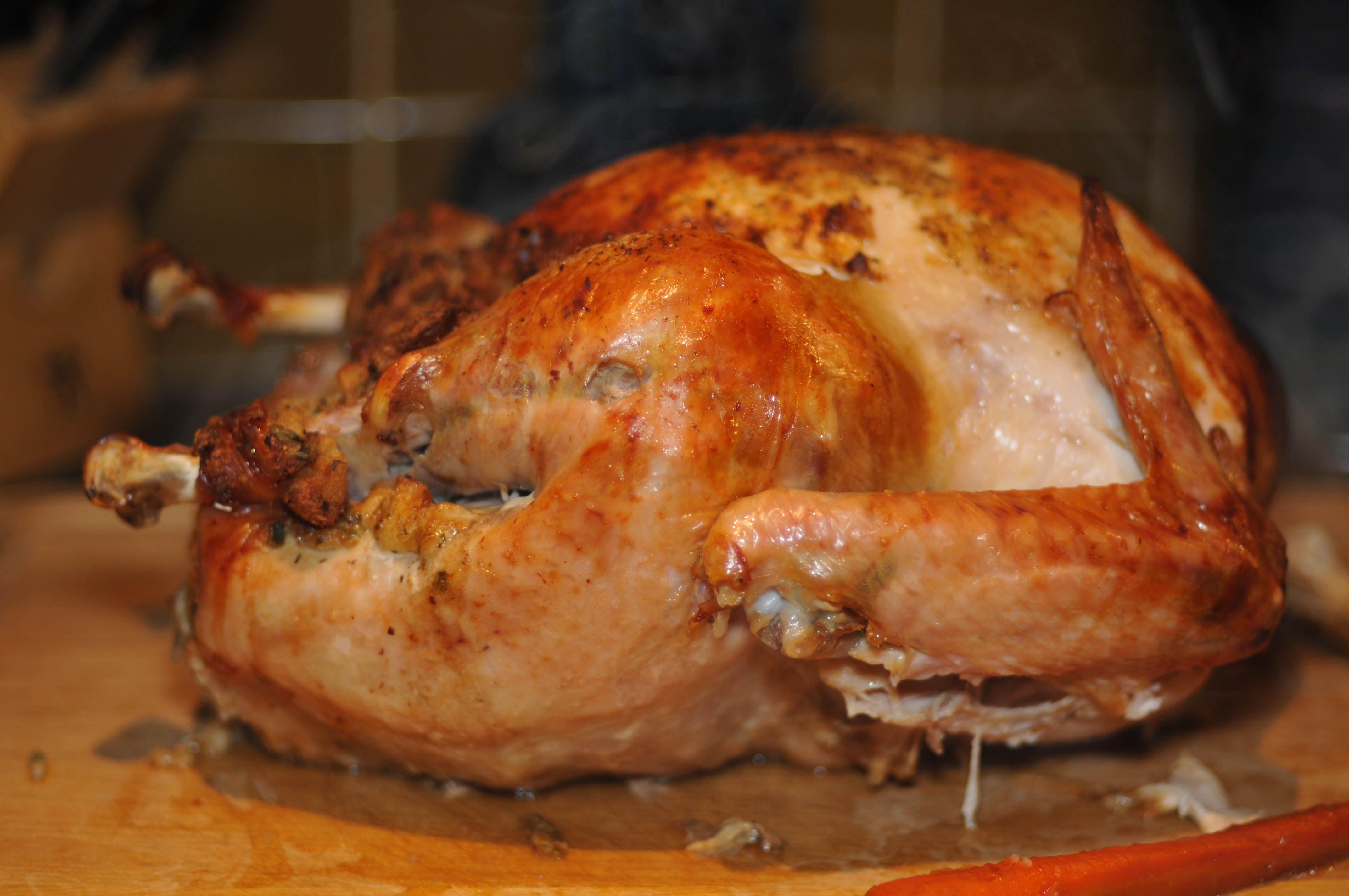
Gà tây thường được dùng trong những Lễ Tạ ơn.
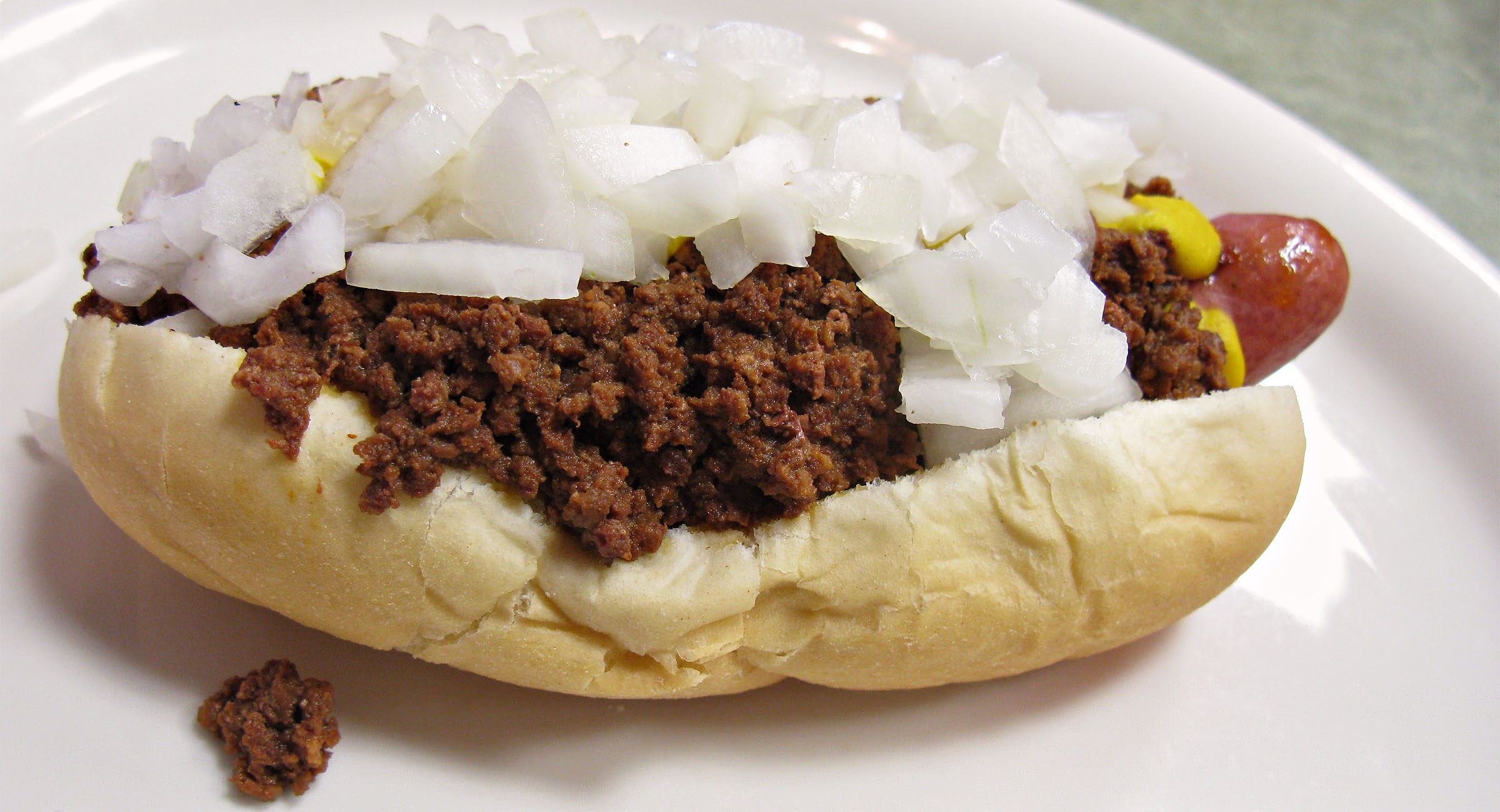
Hot dog với ớt bò, hành trắng và mù tạt

Ẩm thực Hoa Kỳ đa dạng, do số dân là người bản địa và người nhập cư đã mang truyền thống ẩm thực phương Tây vào nước, nên ẩm thực Mỹ cũng tương đồng như ẩm thực các nước phương Tây khác, không những còn có ẩm thực riêng. Lúa mì và ngô là các loại ngũ cốc chính. Các thành phần của món ăn truyền thống gồm gà tây, khoai tây, khoai lang, bí và xi-rô cây phong, tuy vậy nhưng chúng sở hữu một khối chất dinh dưỡng tốt. Các thực phẩm bản địa đều đến từ các nô lệ châu Phi và châu Âu thời thuộc địa.

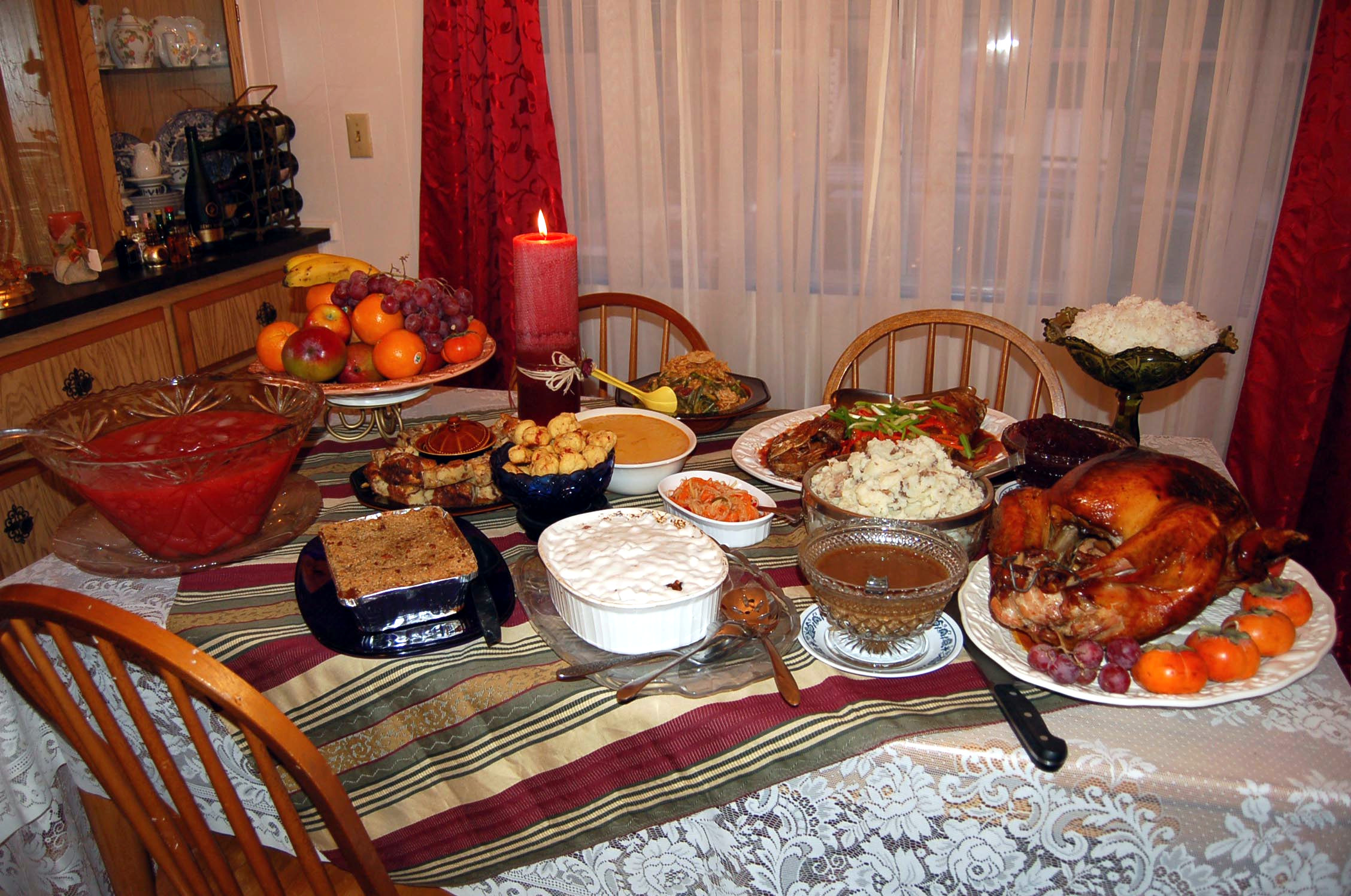
Một bữa ăn trên bàn vào Lễ Tạ Ơn.

Các loại thực phẩm phục vụ tại nhà rất khác và phụ thuộc vào khu vực của đất nước hay văn hóa của gia đình. Những người nhập cư gần đây có xu hướng ăn thực phẩm từ nước họ và những thực phẩm được "Mỹ hóa" lại, như ẩm thực Trung Quốc hay ẩm thực Ý được tái tạo lại khi đưa vào Mỹ, cả ẩm thực Việt Nam, ẩm thực Hàn Quốc và ẩm thực Thái Lan thường có ở các thành phố lớn. Ẩm thực Đức có tác động lớn đến ẩm thực Mỹ. Tiêu biểu cho thấy hamburger, giăm bông nướng và xúc xích là các món ăn Mỹ có nguồn gốc từ Đức.
Các vùng của Hoa Kỳ có ẩm thực và phong cách nấu ăn riêng. Tiểu bang Louisiana và Mississippi có cách nấu ăn Cajun và Creole, chịu ảnh hưởng từ Pháp cùng với châu Phi, và Nam Mỹ, có những món ăn được áp dụng hai cách nấu trên gồm crawfish etouffee, đậu đỏ, gạo, hải sản, cơm chiên Jambalaya hay xúc xích Boudin. Ảnh hưởng thực phẩm của Ý, Đức, Hungary và Trung Quốc, các món ăn truyền thống của người Mỹ bản địa, Caribbean, Mexico và Hy Lạp cũng đã lan tới nền ẩm thực Mỹ.
Người Mỹ thường thích uống cà phê hơn trà, hơn một nửa dân số trưởng thành trong nước uống ít nhất 1 cốc mỗi ngày, nước cam và sữa là đồ uống phổ biến cho bữa sáng. Những năm 1980 và 1990, lượng calo của người Mỹ tăng 24%. Ăn uống thường xuyên tại các cửa hàng đồ ăn nhanh có đã sinh nảy "dịch bệnh béo phì" của Mỹ, nước ngọt như soda chứa độ ngọt cao, đồ uống có đường chiếm 9% lượng calo trung bình hàng ngày. Vào mùa đông rét lạnh, người Mỹ thường uống sôcôla nóng, cocktail trứng sữa và rượu táo (đối với đàn ông lớn tuổi) như một cách giải ấm.

## Những ngày lễ
Hoa Kỳ có các ngày lễ bắt nguồn từ lịch sử trong nước và truyền thống Kitô giáo, thường đặt vào một ngày trong tuần. Lễ Tạ ơn là ngày lễ truyền thống chính của người Mỹ, phát triển từ phong tục cảm tạ của người Pilgrim. Lễ Tạ ơn thường được tổ chức để đoàn tụ gia đình với bữa tiệc lớn vào buổi chiều. Ngày Giáng sinh là ngày kỷ niệm ngày sinh của Chúa Giêsu Kitô, được tổ chức rộng rãi và là một ngày lễ liên bang. Thực dân châu Âu đã đem đến một số ngày lễ Kitô giáo khác như Lễ Phục sinh và Ngày Thánh Patrick.
| Ngày        | Lần       | Tháng    | Tên                                      | Tên tiếng Việt                    | Chú giải |
| ----------- | --------- | -------- | ---------------------------------------- | --------------------------------- | --- |
| 1 tháng 1   | -         | -        | New Year                                 | Tết Dương lịch                    | Năm mới theo lịch Gregory |
| Thứ Hai     | đầu tiên  | tháng 1  | Martin Luther King, Jr.'s Birthday       | Sinh nhật Martin Luther King, Jr. | Một lãnh tụ phong trào dân quyền Mỹ |
| 20 tháng 1  | thứ nhất  | -        | United States Presidentinal Inauguration | Lễ nhậm chức Tổng thống Hoa Kỳ    | Tuyên thệ nhậm chức Tổng thống Hoa Kỳ và Phó Tổng thống Hoa Kỳ. Kỷ niệm mỗi năm thứ tư (diễn ra vào ngày 21 tháng 1 nếu ngày 20 là Chủ nhật, nhưng ngày 20 vẫn được xem là ngày của lễ). |
| Thứ Hai     | thứ ba    | tháng 2  | Presidents' Day                          | Lễ Tổng thống                     | Tưởng niệm George Washington và Abraham Lincoln. |
| Thứ Hai     | cuối cùng | tháng 5  | Memorial Day                             | Lễ Chiến sĩ Trận vong             | Tưởng niệm những quân nhân đã khuất khi đang phục vụ đất nước. |
| 4 tháng 7   | -         | -        | Independence Day                         | Lễ Độc lập Hoa Kỳ                 | Hoa Kỳ tuyên bố độc lập khỏi Đế quốc Anh |
| Thứ hai     | đầu tiên  | tháng 9  | Labor Day                                | Lễ Lao động Mỹ                    | Thay thế Lễ Quốc tế Lao động 1 tháng 5. |
| Thứ Hai     | Thứ hai   | tháng 10 | Columbus Day                             | Ngày Colombo                      | Kỉ niệm ngày Cristoforo Colombo tìm ra Châu Mỹ. |
| 11 tháng 11 | -         | -        | Veterans' Day                            | Lễ Cựu chiến binh                 | Ghi ơn những người cựu chiến binh. |
| Thứ năm     | thứ tư    | tháng 11 | Thanksgiving                             | Lễ Tạ ơn                          | Tạ ơn sau một vụ mùa thu hoạch. |
| 25 tháng 12 | -         | -        | Christmas                                | Lễ Giáng Sinh                     | Mừng sinh nhật chúa Giêsu và cũng là lễ thế tục mùa đông đối với mọi người. |

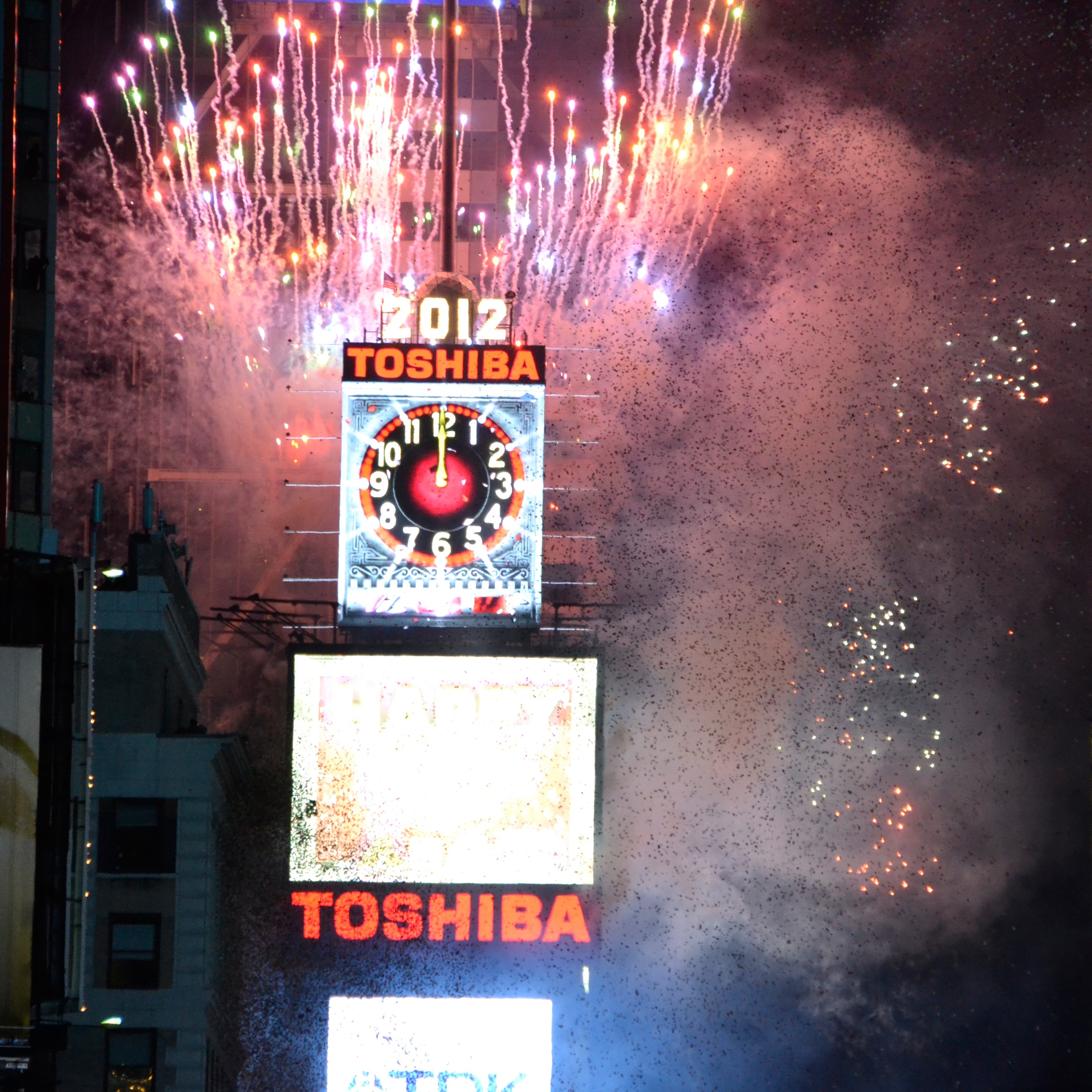
Quảng trường Thời đại của thành phố New York là nơi nổi tiếng với truyền thống bắn pháo hoa nửa đêm vào dịp năm mới.
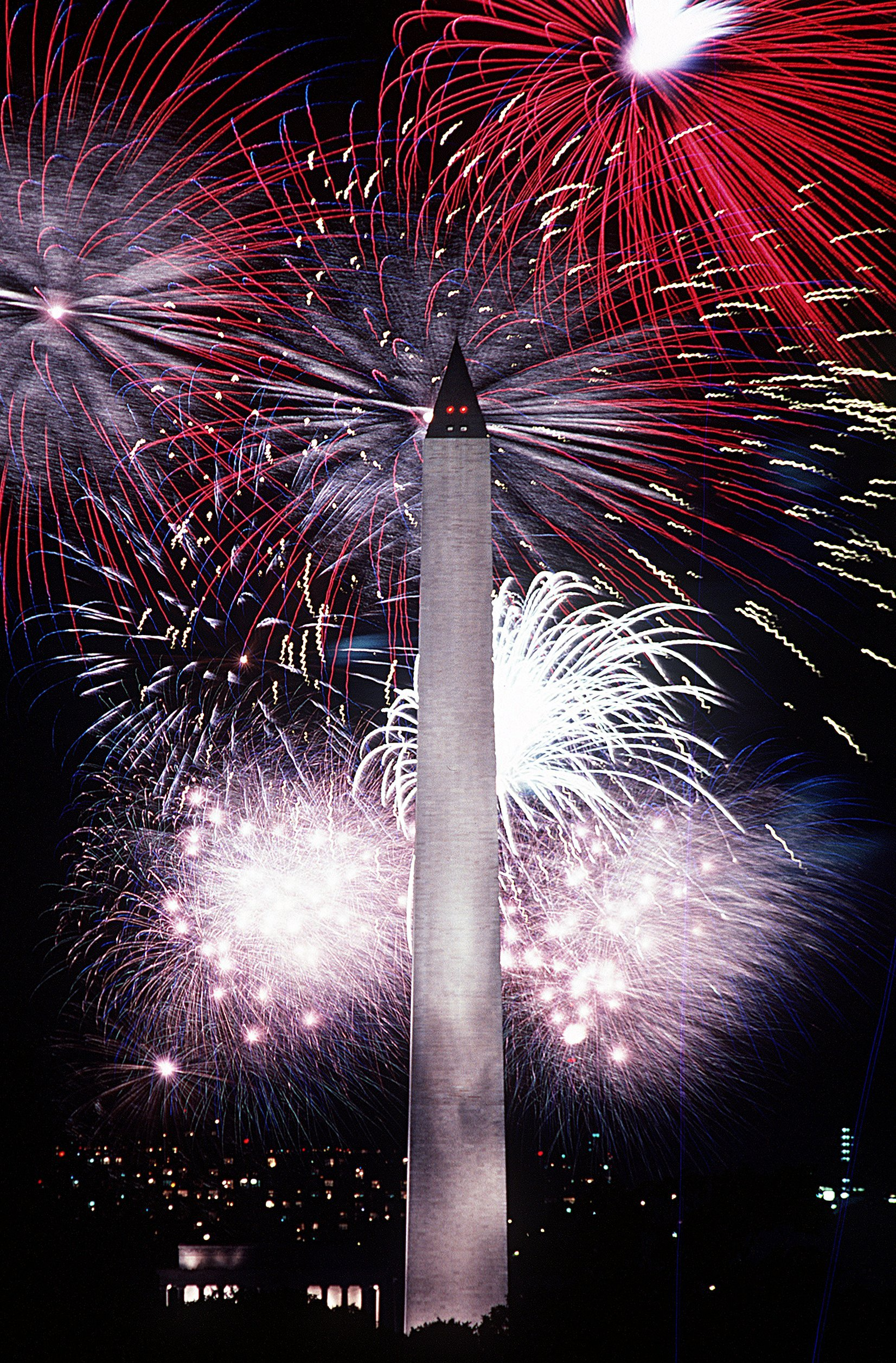
Bắn pháo hoa gần Đài tưởng niệm Washington để chúc mừng ngày lễ độc lập.
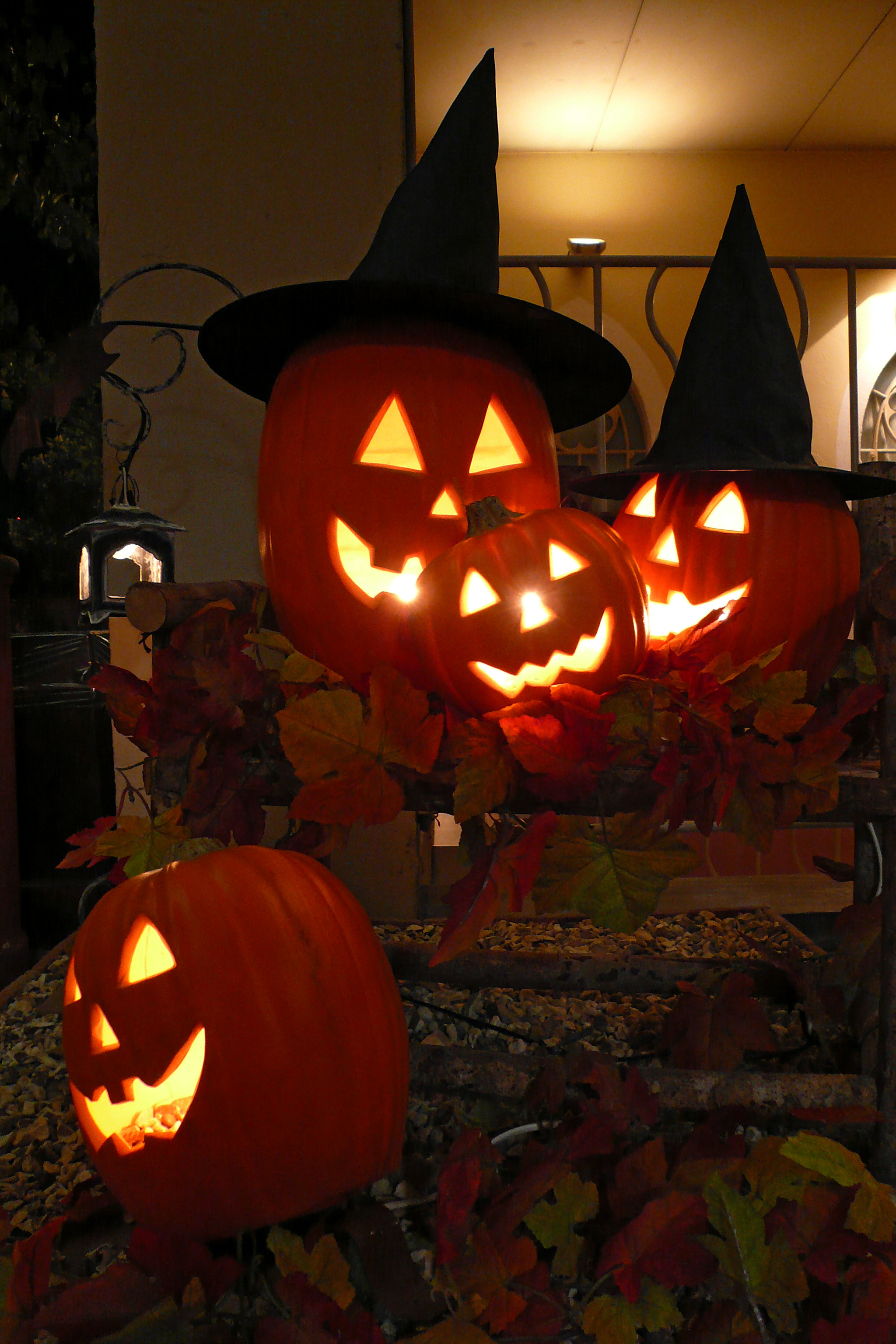
Halloween là lễ hội phổ biến ở Mỹ, nơi nhiều người hóa trang thành những linh vật đáng sợ.
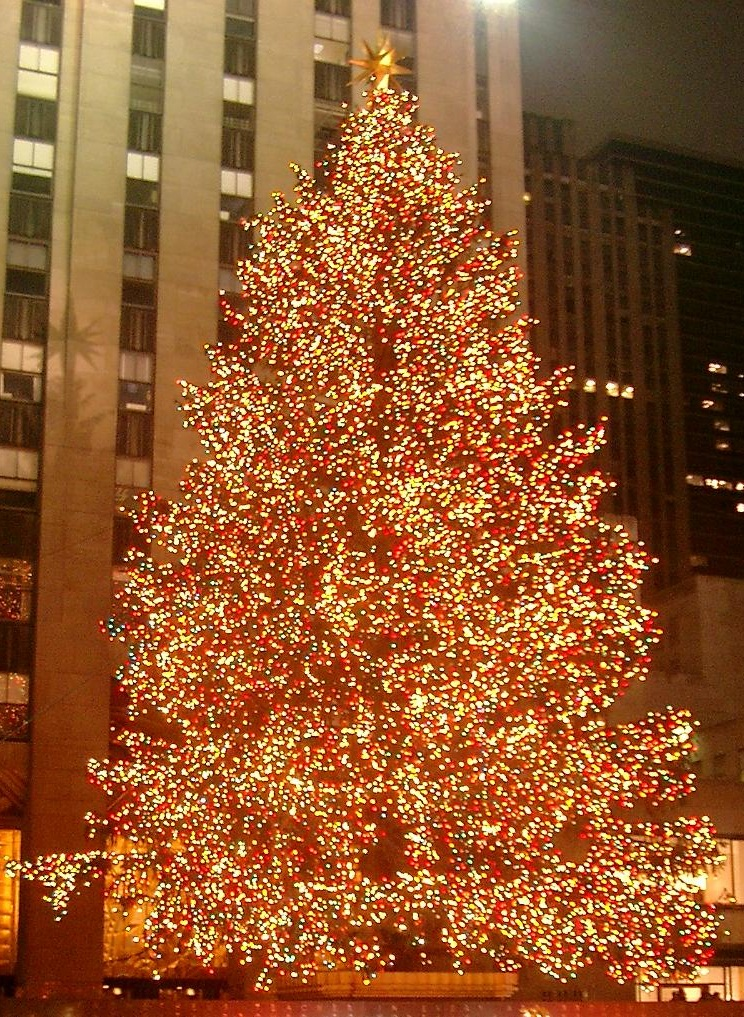
Cây thông là tâm điểm của những dịp Lễ Giáng Sinh.